# Dnipro

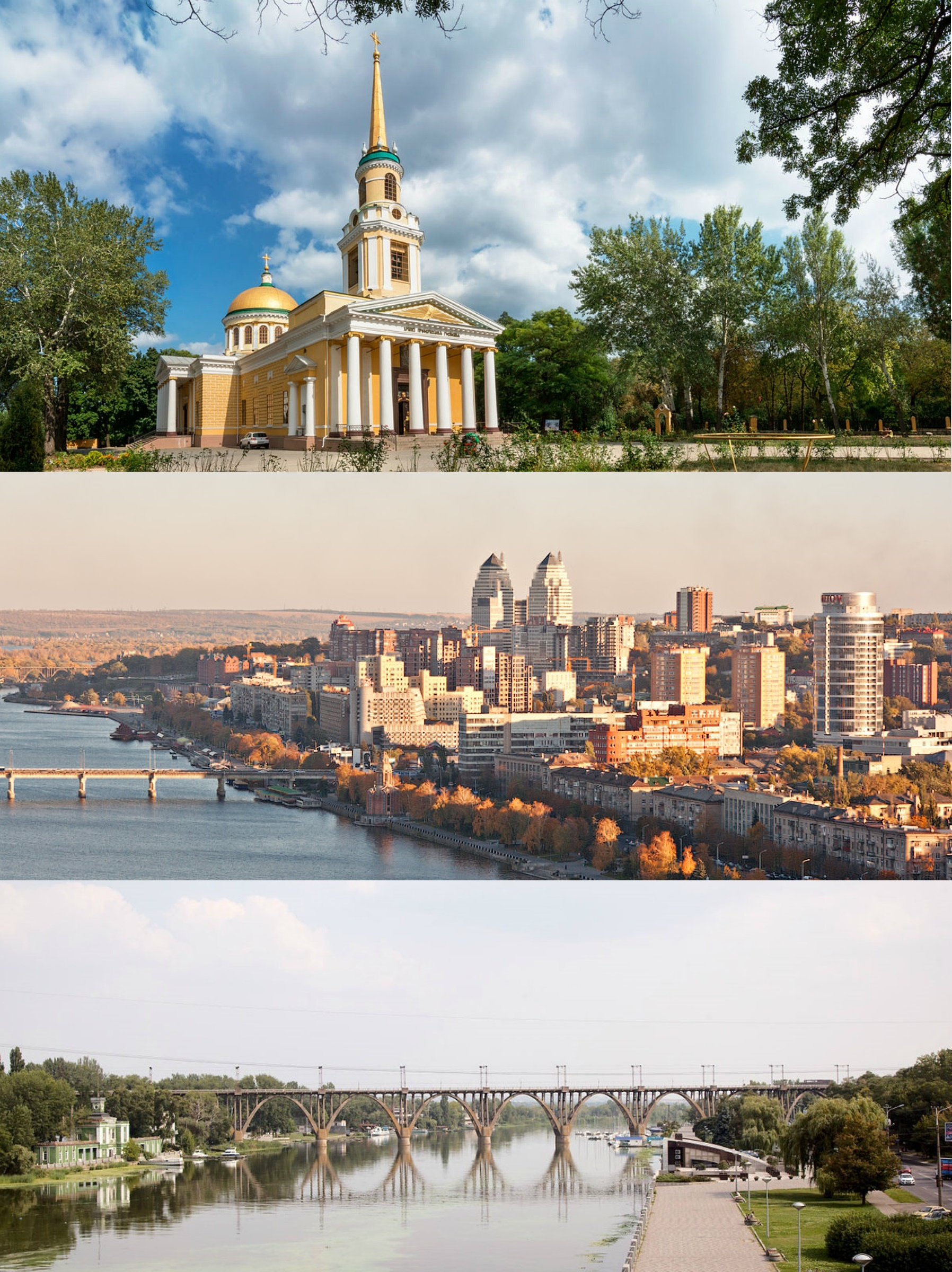
Impressionen von Dnipro

Dnipro (ukrainisch Дніпро, russisch Днепр Dnepr; Name bis 1926 meist Jekaterinoslaw, dann bis 2016 ukrainisch Дніпропетровськ Dnipropetrowsk, russisch Днепропетровск Dnepropetrowsk oder Dnjepropetrowsk) ist mit etwa einer Million Einwohnern nach Kiew, Charkiw und Odessa die viertgrößte Stadt der Ukraine und das administrative Zentrum der Oblast Dnipropetrowsk und des Rajon Dnipro. Sie liegt an drei Seiten der Mündung der Samara in den hier aufgestauten Dnepr und rund 400 km südöstlich der Hauptstadt Kiew in der zentralöstlichen Ukraine.
Als historisches Zentrum des Gebiets Neurussland und des Gouvernements Jekaterinoslaw war die Stadt ein bedeutendes Zentrum in der südlichen Ukraine. Sie war eines der wichtigsten Zentren der Kernenergie-, Waffen- und Raumfahrtindustrie der Sowjetunion und ist der Standort von KB Juschnoje, einem großen Entwickler, und Juschmasch, einem großen Hersteller von Raketen und Satelliten. Wegen der ansässigen Rüstungsindustrie war Dnipro bis 1987 eine geschlossene Stadt. Sie ist ein wichtiger Finanz- und Industriestandort der Ukraine, der Sitz mehrerer Finanzinstitute, darunter der größten (nichtöffentlichen) ukrainischen Bank, der Privatbank. Darüber hinaus ist die Stadt durch das hier befindliche Operative Armeekommando Ost ein bedeutender Standort der ukrainischen Armee.

## Geographie

### Lage
Durch eine uneinheitliche Terminologie wird die Stadt (historisch) oft zur Ost- oder Südukraine gezählt. Geographisch liegt sie aber am ehesten in der Zentralukraine, jedoch mit einer erkennbaren Tendenz in Richtung Süden und Osten. Die Stadt liegt im zentralen Teil der Oblast Dnipropetrowsk, die eine der 24 Oblaste der Ukraine ist.
Dnipro liegt an drei Seiten der Mündung der Samara in den durch die Stadt verlaufenden Dnepr und im Durchschnitt 155 m über dem Meeresspiegel. Der Dnepr fließt vom Kamjansker Stausee aus in südöstlicher Richtung durch die Stadt, ändert im Stadtgebiet seinen Verlauf in Richtung Süden und fließt weiter in Richtung Saporischschja. Mit etwa einer Million Einwohnern stellt Dnipro die größte Stadt am Dnepr flussabwärts von Kiew dar. Innerhalb der Stadt ist der Fluss 0,9 bis 2,5 Kilometer breit.
Das Land um die Stadt ist größtenteils flach und einfach zu besiedeln, was auch erklärt, warum es der Stadt gelungen ist, in den nur etwa 200 Jahren ihres Bestehens zur viertgrößten der Ukraine zu werden. Die meisten Wohn-, Gewerbe- und Industriegebiete sowie der Stadtkern befinden sich am rechten Dneprufer, das weniger sumpfig als das linke Flussufer ist. Dort ist es jedoch inzwischen auch gelungen, große Flächen zu besiedeln (Stadtteile: Rajon Amur-Nischnjodnipro, Rajon Industrial und Teile des Rajon Samara). Das Stadtgebiet hat eine Fläche von 405 km² und erstreckt sich dabei über 22 km in Nord-Süd- und 33 km in Ost-West-Richtung. Die höchste Erhebung der Stadt liegt 188 Meter über dem Meeresspiegel in einem Waldgebiet im Südwesten der Stadt, die niedrigste Höhenlage ist die Wasserhöhe des Dnepr mit 52 Metern über dem Meeresspiegel.
Großstädte im Umkreis sind Saporischschja, Krywyj Rih, Kamjanske, Krementschuk, Poltawa und Pawlohrad. Die Küsten des Schwarzen und des Asowschen Meeres sind etwa gleich weit entfernt.
|                       | Kiew (404 km)         | Poltawa (137 km)       | Charkiw (190 km)     |                  |
|                       | Krementschuk (147 km) |                        | Nowomoskowsk (27 km) |                  |
| Kropywnyzkyj (212 km) | Kamjanske (35 km)     |                        | Pawlohrad (75 km)    | Luhansk (310 km) |
|                       | Krywyj Rih (140 km)   | Saporischschja (65 km) | Donezk (200 km)      |                  |
| Odessa (396 km)       | Mykolajiw (285 km)    |                        |                      |                  |

* Entfernungsangaben beziehen sich auf die Entfernung (Luftlinie) bis zum Stadtzentrum.

### Agglomeration Dnipro

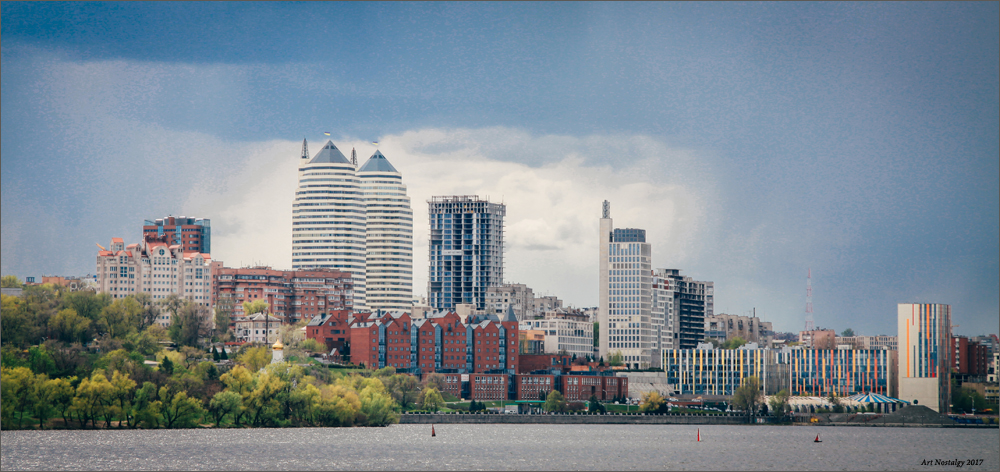
Dnipro, links der Wohnkomplex Tower, rechts das Most-City Center

In der Agglomeration Dnipro leben etwa 1,68 Millionen Menschen. Sie ist nach der Agglomeration Kiew die zweitgrößte der Zentralukraine und nach den Agglomerationen Kiew, Charkow und Donezk die viertgrößte der Ukraine. Zur Agglomeration gehören die Rajone Dnipro, Mahdalyniwka, Nowomoskowsk, Synelnykowe, Solone, Krynytschky und Petrykiwka sowie die kreisfreien Städte Kamjanske, Werchnjodniprowsk, Wilnohirsk und Synelnykowe.

### Geologie
Die Stadt liegt in der Osteuropäischen Ebene im Südosten des ukrainischen Schildes am Übergang zum Prypjat-Dnepr-Donezk-Graben.
Der kristalline Untergrund besteht hauptsächlich aus Granit und Migmatit des mittleren Archaikum, darunter befinden sich Schichten von Biotitgneis und Amphibolit.
Der Stadtkern mit der Dniproer Altstadt befindet sich im rechtsufrigen Teil der Stadt, welcher teilweise auf dem Dneprhochland liegt, während die linksufrigen Stadtteile im Dneprtiefland liegen. Eine Anhöhe im Rajon Samara, die ein Teil des Asowschen Hochland ist, bewirkt eine Änderung der Fließrichtung des Dnepr nach Süden.
Im Stadtgebiet befinden sich mehrere Inseln und Halbinseln, die erwähnenswerteste ist die Klosterinsel. Zwischen dem rechten Dneprufer und der Klosterinsel befindet sich der Bischof-Kanal, ein 1850 Meter langer Seitenarm des Dnepr.
Darüber hinaus befinden sich die Dneprinseln Grüne Insel ⊙ (ukr. зелений острів), die Schewski-Insel ⊙ (ukr. острів Шевський), die Olexijiwski-Insel ⊙ (ukr. Олексіївський острів) sowie die Nehrung Kosa ⊙ (ukr. Коса) und die Feinberg-Halbinsel ⊙ (ukr. Півострів Файнберга) im Stadtgebiet. Bis zur Errichtung des großen Staudamms bei Saporischschja stürzte der Dnepr südlich von Dnipro über zahlreiche Stromschnellen, die eine durchgehende Befahrung verhinderten und über Jahrhunderte ein Verkehrshindernis darstellten.

### Klima
Im Raum Dnipro herrscht ein mediterranes Klima vor mit milden (manchmal kalten), meist feuchten Wintern und warmen, trockenen Sommern. Seltener herrscht ein semiarides Steppenklima. Somit ähnelt das Klima jenem von beispielsweise Redding (Kalifornien) oder Reno (Nevada), hat jedoch vergleichsweise mehr Regentage und mehr Niederschlag, wodurch Regenschauer durchschnittlich kleiner ausfallen. Die Niederschlagsverteilung ist typisch mediterran mit hohen Niederschlägen in den Wintermonaten und geringen in den Sommermonaten. Die Sommermonate Juni, Juli und August sind nahezu niederschlagsfrei.
Das städtische Mikroklima wird maßgeblich vom Dnepr beeinflusst, in dessen Nähe die Luftfeuchtigkeit ansteigt. Die Luftfeuchtigkeit steigt im Oktober an und erreicht zwischen November und März über 80 %. Die Temperaturen sind kühler, mit einem Jahresdurchschnitt von 10,9 °C, kalte Winter (0 bis −4 °C im Januar) und die höchste Frequenz freeze (74 Tage pro Jahr im Durchschnitt). Schnee fällt im Durchschnitt 41 Tage pro Jahr, aber schwere Fälle sind selten. Der Sommer ist heiß, obwohl durch die Höhenlage der Stadt temperiert (Tageshöchsttemperaturen durchschnittlich um 28 °C). Die höchste je gemessene Temperatur (von 40,9 °C) wurde 1950 und die kälteste (von −30,0 °C) 1955 registriert. Die Durchschnittstemperatur stieg während des letzten Jahrhunderts um 1,0 °C.
Die mittlere Windgeschwindigkeit entspricht Windstärke 3 und nur im Februar 4 auf der Beaufortskala und ist mit über 5 m/s am höchsten zwischen Dezember und April und mit unter 5 m/s zwischen Mai und Oktober. Die Windgeschwindigkeit ist am niedrigsten im Juli und am höchsten im Februar.
Die angenehmsten Reisemonate sind der Mai und Mitte September bis Mitte Oktober. Die Monate Juni bis August können sehr heiß werden. Das milde Klima begünstigt den Weinbau.
|                       | Jan  | Feb  | Mär  | Apr  | Mai  | Jun  | Jul  | Aug  | Sep  | Okt  | Nov | Dez  |   |      |
| Mittl. Tagesmax. (°C) | 0,0  | 0,6  | 7,8  | 16,9 | 25,4 | 27,8 | 30,1 | 29,9 | 23,3 | 14,4 | 7,3 | 0,6  | ⌀ | 15,4 |
| Mittl. Tagesmin. (°C) | −4,0 | −5,0 | −1,0 | 5,8  | 13,1 | 15,9 | 17,4 | 16,9 | 11,8 | 4,7  | 1,6 | −3,0 | ⌀ | 6,2  |
|                       |      |      |      |      |      |      |      |      |      |      |     |      |   |      |
| Niederschlag (mm)     | 76   | 56   | 52   | 46   | 34   | 30   | 26   | 22   | 25   | 28   | 72  | 102  | Σ | 569  |
|                       |      |      |      |      |      |      |      |      |      |      |     |      |   |      |
| Sonnenstunden (h/d)   | 5,6  | 7,1  | 8,6  | 10,1 | 10,5 | 10,8 | 9,9  | 9,1  | 9,1  | 7,9  | 6,1 | 5,4  | ⌀ | 8,4  |
|                       |      |      |      |      |      |      |      |      |      |      |     |      |   |      |
| Regentage (d)         | 13   | 12   | 12   | 11   | 9    | 6    | 5    | 4    | 5    | 8    | 12  | 13   | Σ | 110  |
|                       |      |      |      |      |      |      |      |      |      |      |     |      |   |      |
| Luftfeuchtigkeit (%)  | 88   | 85   | 79   | 67   | 62   | 66   | 65   | 62   | 68   | 77   | 87  | 88   | ⌀ | 74,4 |

| −4,0 |

| −5,0 |

| −1,0 |

| 5,8 |

| 13,1 |

| 15,9 |

| 17,4 |

| 16,9 |

| 11,8 |

| 4,7 |

| 1,6 |

| −3,0 |

| −4,0 |

| −5,0 |

| −1,0 |

| 5,8 |

| 13,1 |

| 15,9 |

| 17,4 |

| 16,9 |

| 11,8 |

| 4,7 |

| 1,6 |

| −3,0 |

## Stadtname

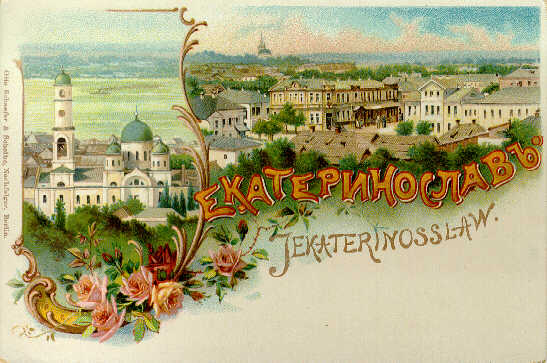
Historische Ansichtskarte mit dem ehemaligen Namen Jekaterinoslaw

Im Zuge der bewegten Geschichte der Stadt wurde auch ihr Name des Öfteren verändert. Ein englischer Spitzname lautet „Rocket City“, zu Deutsch „Raketenstadt“, weil dort das Konstruktionsbüro KB Juschnoje seinen Sitz hat und unter anderem auch die Dnepr-Raketen gebaut wurden. Die meisten Einheimischen nennen die Stadt kurz „Dnepr“ (rus. Днепр, ukr. Дніпро), dies verstehen aber auch die meisten nicht einheimischen Personen. Es gab immer wieder Bestrebungen, den Namen der Stadt zu ändern, wobei sowohl „Sitscheslaw“ als auch „Jekaterinoslaw“ beziehungsweise „Katerinoslaw“ vorgeschlagen wurden.
Am 15. Mai 2015 unterschrieb der ukrainische Präsident Petro Poroschenko ein Gesetz zum Verbot kommunistischer und nationalsozialistischer Propaganda, das sich auch auf im Sinne des Gesetzes propagandistisch belastete Orte und Straßen bezieht. Diese sollten binnen sechs Monaten umbenannt werden. Die Stadt gründete daraufhin eine Kommission, die eine Lösung erarbeiten sollte. Da sich der Name Dnipropetrowsk auf Grigori Iwanowitsch Petrowski, den ehemaligen Vorsitzenden des Obersten Sowjets der Ukrainischen SSR, bezog, wurde die Stadt am 19. Mai 2016 auf Beschluss der Werchowna Rada in Dnipro umbenannt. Zuvor war eine Eingabe des Dnipropetrowsker Stadtrats von 2015 verworfen worden, den alten Namen beizubehalten, die Endung „petrowsk“ aber mit dem Heiligen Petrus zu verknüpfen.

### Zeitlinie der Namensänderungen
- Jekaterinoslaw / Katerinoslaw 1776–1797
- Noworossijsk 1797–1802
- Jekaterinoslaw / Katerinoslaw 1802–1917
- Sitscheslaw 1917–1918[23] (nicht offiziell)[14]
- Jekaterinoslaw / Katerinoslaw 1918–1926
- Krasnodniprowsk 1926 (geplant; nicht offiziell)[14]
- Dnepropetrowsk / Dnipropetrowsk 1926–2016
- Dnipro 2016–

### Bedeutung
- Jekaterinoslaw (russisch Екатеринослав) beziehungsweise Katerynoslaw (ukrainisch Катеринослав) – bedeutet so viel wie „Zu Ehren Katharinas“.
- Noworossijsk (russisch Новороссийск) – der Name geht auf die Provinz Neurussland (Noworossija) zurück.
- Sitscheslaw (ukrainisch Січеслав, russisch Сичеслав) – bedeutet in etwa „Zu Ehren der Sitsch“.
- Krasnodniprowsk (ukrainisch Краснодніпровськ, russisch Красноднепровск) – etwa „Rotes Dniprowsk“, eine Zusammensetzung der Farbe Rot als Symbol für den Kommunismus und die Sowjetunion und Dnepr.
- Dnipropetrowsk (ukrainisch Дніпропетровськ [ˌdɲiprope̝ˈtrɔu̯sʲk], russisch Днепропетровск / Dnepropetrowsk [ˌdʲnʲeprəpʲɪˈtrofsk]) – ist der Name, den die Stadt 1926 in der Sowjetunion erhielt, eine Zusammensetzung aus Dnepr und dem Namen des damaligen Vorsitzenden des Obersten Sowjets der Ukrainischen SSR, Grigori Iwanowitsch Petrowski.

## Geschichte

### Von der Antike bis zur frühen Neuzeit

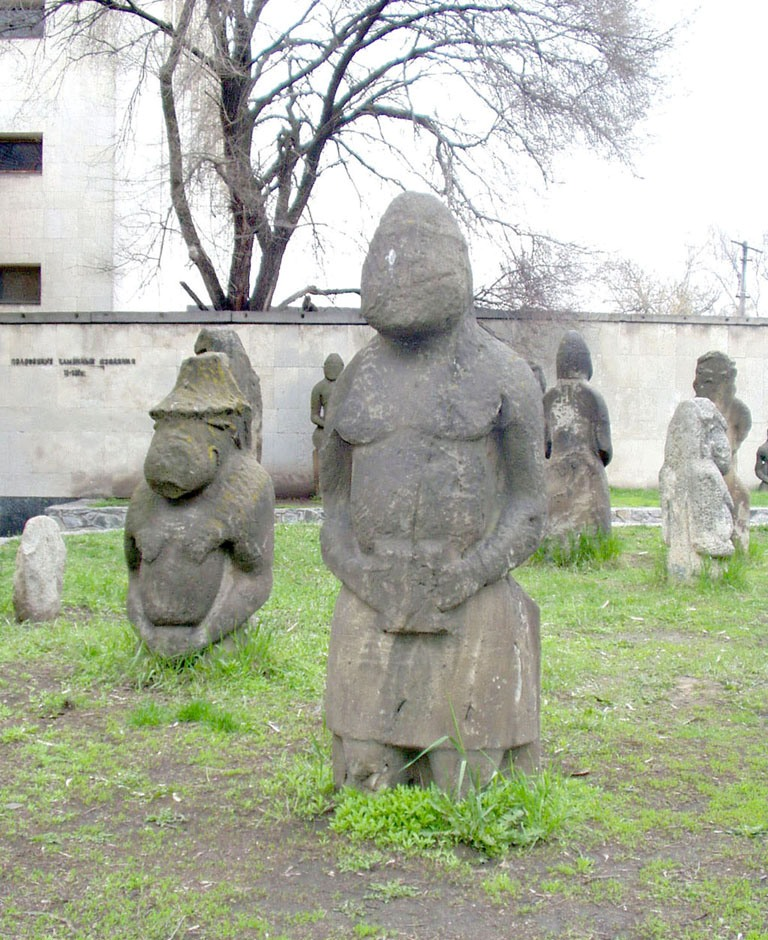
Stein-Babas beim Historischen Museum Dnipro, Dmytro-Jawornyzkyj-Prospekt

Eine erste Besiedlung des Gebiets um Dnipro fand schon im Paläolithikum statt. Es folgten viele verschiedene Kulturen, unter anderem die Tripolje-Kultur, die Kurgankultur, die Jamnaja-Kultur, die Skythen und die Sarmaten.
Im Zuge der Völkerwanderung zogen hier auch Proto-Bulgaren durch, bevor das Gebiet um die Stadt um 750 zum jüdischen Chasarenreich und zum Handelsnetz der Radhaniten gehörte. Um 900 n. Chr. kamen die dem Chasarenreich tributpflichtigen Magyaren in das Gebiet, womit das Gebiet um Dnepr und Samara ein möglicher Kandidat für Etelköz ist. Aufgrund des Drucks der Petschenegen und der mit ihnen verbündeten Bulgaren unter Zar Simeon I. (von 913 bis 927 Zar des Bulgarischen Reichs) zogen die Magyaren in das pannonische Becken weiter.
Etwa vom 8. bis zum 11. Jahrhundert verlief durch das heutige Stadtgebiet über den Dnepr der Handelsweg zwischen Skandinavien und Byzanz, einer der wichtigsten Handelswege Osteuropas. Über Jahrhunderte verhinderten die zahlreichen Stromschnellen weiter stromabwärts hier die Weiterfahrt auf dem Wasser und zwangen Reisende zum Anlanden – eine verwundbare Lage, die von den umwohnenden Nomaden genutzt wurde, um sie zu überfallen oder Tribut zu erpressen. Die älteste Nennung bestimmter einzelner Orte in der Region ist dann auch eine Auflistung der Stromschnellen, in der byzantinischen Abhandlung De Administrando Imperio (ca. 950).
Nach der Auflösung der Goldenen Horde wurde das Gebiet um Dnipro im 15. und 16. Jahrhundert von den aus Polen-Litauen geflohenen Ruthenen besiedelt, die freie Kosakengemeinschaften gründeten und mit der Zeit einen Staat bildeten (siehe auch Saporoger Kosaken). Die Kosaken kämpften gegen die polnische Herrschaft und wehrten sich gegen die häufigen Überfälle des tatarischen Krimkhanats. Um gegen die Kosaken aufzutreten und ansässige Bauern davon abzuhalten, sich den Kosaken anzuschließen, errichteten die Polen 1635 etwa 10 km südlich der heutigen Stadt die Festung Kodak. Noch im Jahr der Errichtung wurde sie von Kosaken unter Iwan Sulyma erobert und niedergebrannt. 1639 wurde die Festung von den Polen in doppelter Größe wiedererrichtet. In ihrem Schutz siedelten sich immer mehr Menschen in der entstehenden Stadt Stari Kodaki an, anstatt sich den Saporoger Kosaken anzuschließen. Die Festung wurde 1648 im Zuge des Chmelnyzkyj-Aufstandes sieben Monate lang belagert und ergab sich dann den Kosakentruppen. Sie wurde aufgrund des Friedensvertrages vom Pruth 1711 von den Russen geschleift. Die Siedlung Stari Kodaki gilt als Vorgängerin der Stadt Dnipro, weil sie als erste befestigte und dauerhafte Siedlung in der Umgebung angesehen wird.

### Jekaterinoslaw

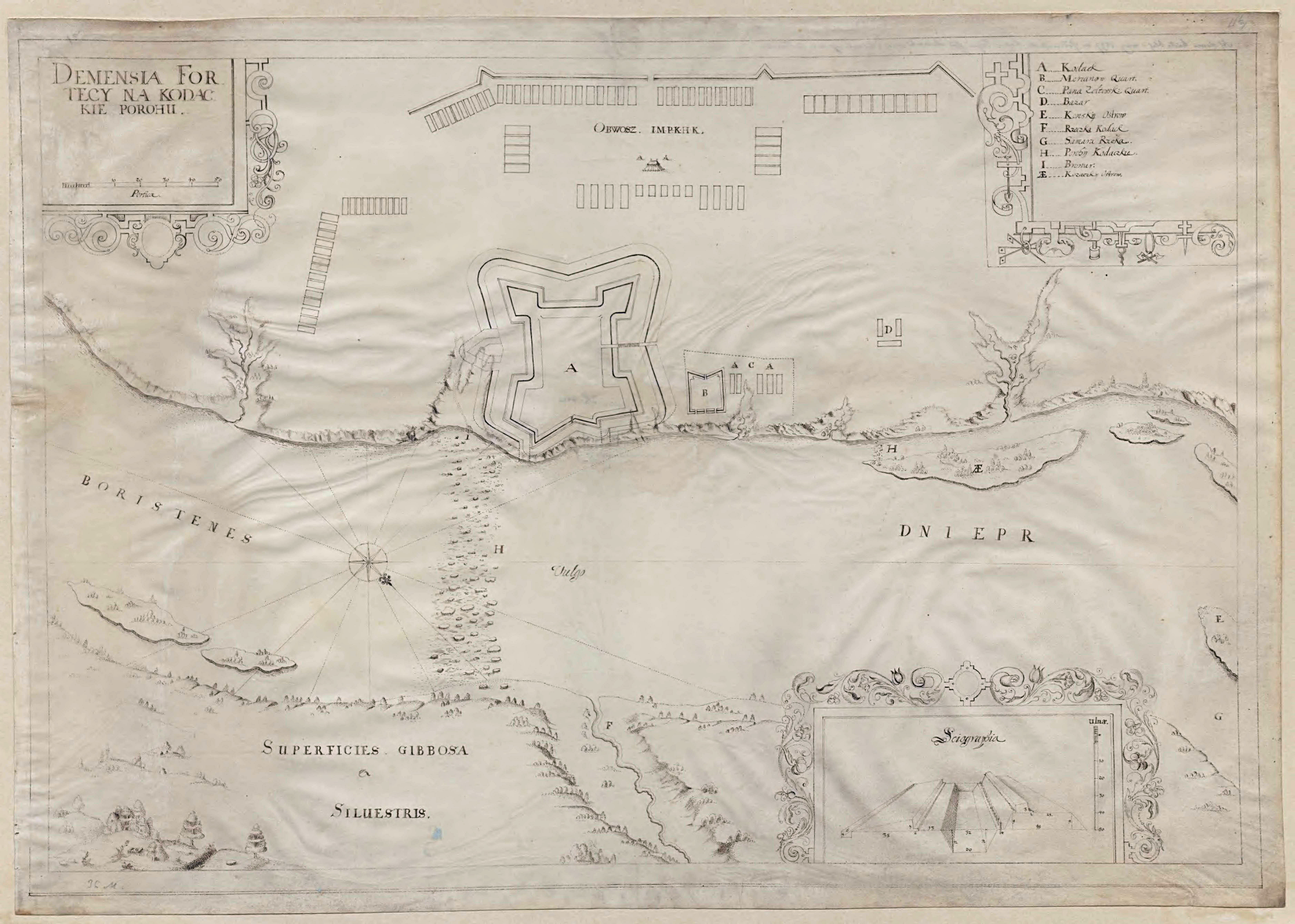
Karte der 1635 erbauten Festung Kodak

Alter Hauptbahnhof von Dnipro (bereits mit Kriegsschäden; im Zweiten Weltkrieg zerstört), Aufnahme um 1941

Nach dem Russisch-Osmanischen Krieg von 1768 bis 1774, als der Einfluss des Osmanischen Reiches nördlich des Schwarzen Meeres beseitigt war, wurde im Zuge des sogenannten griechischen Plans der Kaiserin Katharina der Großen ein umfassendes Erschließungsprogramm für die neueroberten südlichen Gebiete angelegt. Unter der Leitung des Fürsten Grigori Potjomkin wurde das Gouvernement Neurussland geschaffen, dessen Hauptstadt das 1776 gegründete Jekaterinoslaw wurde. Die Lage der Stadt auf dem Gebiet des heutigen Pidhorodne am Zusammenfluss von Samara und Kiltschen (ukr. Кільче’нь) war jedoch unvorteilhaft, da aufsteigendes Quellwasser die Stadt regelmäßig in einen Sumpf verwandelte. Deshalb wurde die Stadt an die heutige Stelle verlegt.
Am 9. Mai 1787 wurde in Anwesenheit Katharinas II. und von Kaiser Joseph II. der Grundstein gesetzt. Dazu war die Zarin mit einer Flottille von 80 Schiffen von Kiew angereist, um das Zentrum eines „Neuen Russland“ zu gründen; die neue Stadt war auserkoren, ein „Petersburg des Südens“ und ein „Athen des Nordens“ zu werden. 1805 hatte sie 2634 Einwohner (davon 376 Juden). Von 1802 bis 1925 war sie Hauptstadt des Gouvernements Jekaterinoslaw.
Im 19. Jahrhundert wurde Jekaterinoslaw zu einem Zentrum der Industrialisierung, nachdem die Stadt an das sich rasch verdichtende Eisenbahnnetz angeschlossen worden war. 1884 wurde im Zuge des Baus der Eisenbahnstrecke von Zentralrussland auf die Krim die doppelstöckige Eisenbahnbrücke über den Dnepr fertiggestellt. 1887 ging die Alexander-Hütte, ein Stahl- und Walzwerk, in Betrieb (heute: Metallurgisches Werk Petrowski), das zeitweise 30.000 Arbeiter beschäftigte, 1889 das Röhrenwerk der belgischen Aktiengesellschaft Ch. & H. Chaudoir (Liège), dazu später das Werk Chaudoir-B (nach 1917: Komintern), 1895 die Gießerei von Johann Jakob Esau & Co. (nach 1917: Mähdrescherfabrik Woroschilow) sowie das Walzwerk Gantke (nach 1917: Karl Liebknecht) und die Eisenbahnreparaturwerkstätten (nach 1917: Kirow-Werke).
Die Bevölkerungszahl wuchs rasant, von 1860 bis 1900 verzehnfachte sie sich. Ein Drittel von ihnen waren Juden, eine starke jüdische Arbeiterbewegung entwickelte sich. 1883 und 1906 entlud sich der Antisemitismus in Judenpogromen.

### Revolutionszeit
Im November 1917, nach der Februarrevolution, gehörte die Stadt wie das gesamte Gouvernement Jekaterinoslaw zur Ukrainischen Volksrepublik. Jedoch marschierten schon am 9. Januar 1918 Einheiten der Bolschewiki ein und nahmen die Stadt ein. Von diesen wurde sie bis zum April 1918 der Sowjetrepublik Donezk-Kriwoi Rog angegliedert. Ab April 1918 gehörte die Stadt zur deutschen Besatzungszone. Die Zentralna Rada wurde aufgelöst und Pawlo Skoropadskyj als Hetman des Marionettenstaates Ukrainischer Staat eingesetzt.
Vom Januar 1919 bis zum 29. Juni 1919 gehörte die Stadt zur roten Ukrainischen Sozialistischen Sowjetrepublik und anschließend zum von der Weißen Bewegung kontrollierten Gebiet des Weißen Südrusslands (rus. бе́лый Юг Росси́и).
Die Stadt erlebte während der Jahre des Russischen Bürgerkrieges keine Schlachten oder Zerstörungen. Sie wurde zweimal von Soldaten der Machnowschtschina eingenommen, vom 27. bis 31. Dezember 1918 und vom 9. November bis 9. Dezember 1919. 1918 wurden die vereinigten Streitkräfte der Ukrainischen Volksrepublik und des Ukrainischen Staates, die sogenannten Petljurowzi (rus. петлюровцы) vertrieben. Während der Zugehörigkeit zur Ukrainischen Volksrepublik beziehungsweise zum ukrainischen Staat wurde die Nationale Oles-Hontschar-Universität Dnipro gegründet und die Stadt in Sitscheslaw umbenannt, dieser Name galt jedoch nie offiziell und hatte nur ein Jahr Bestand.
1919 war Dnipro (wieder Jekaterinoslaw genannt) Hauptstadt der Machnowschtschina, nachdem Einheiten der Weißen Armee vertrieben worden waren. Anschließend wurde die Stadt am 30. Dezember 1919 von der Roten Armee erobert, die im Bürgerkrieg endgültig siegte.

### Die Stadt in der Sowjetzeit

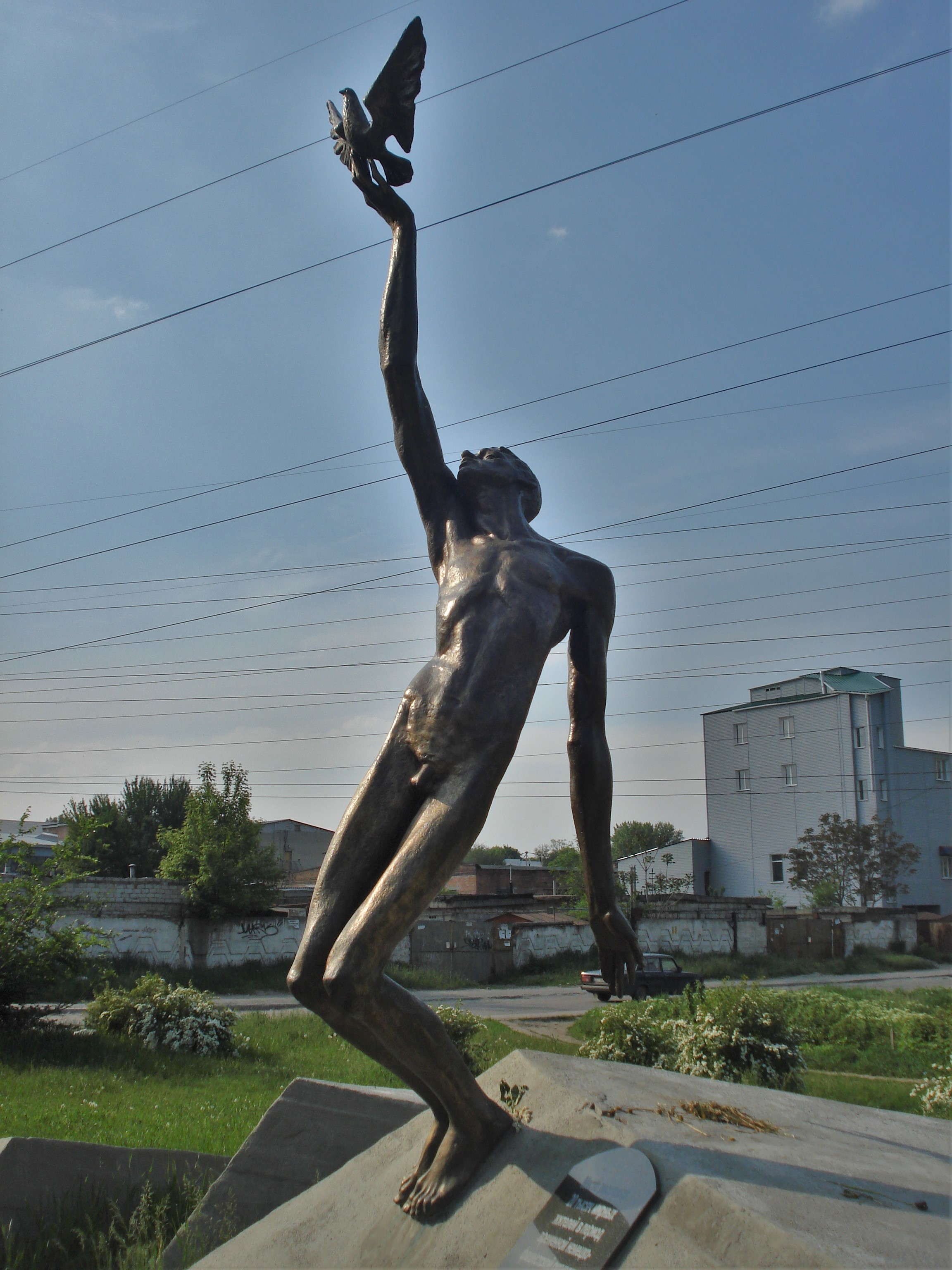
Denkmal für die 20.000 jüdischen Einwohner von Dnipropetrowsk, die während der deutschen Besatzung erschossen wurden

Während des Holodomor im Jahre 1933 verhungerten mehrere Millionen Menschen in der Ukraine. In dieser Zeit stellte die Geheimpolizei GPU viele Fälle von Kannibalismus fest. Etwa sieben Prozent aller Strafverfahren aufgrund von Kannibalismus, der mit mindestens zehn Jahren oder der Todesstrafe geahndet wurde, hatten ihren Ursprung in der Oblast Dnipropetrowsk.
Im Zweiten Weltkrieg erlitt die Stadt enorme Zerstörungen. Im September 1941 sprengten Soldaten der Roten Armee auf dem Rückzug vor Truppen der Wehrmacht eine 200 Meter lange Bresche in die Staumauer und der 65 km lange Stausee lief leer. Die Deutschen ließen die Staumauer wiederaufbauen; Ende 1942 war sie fertig. Im Oktober 1943 mussten sie sich zurückziehen und bombardierten die Staumauer aus der Luft. 1944 bis 1950 wurde der Staudamm wiederaufgebaut.
Deutsche Besatzer verübten einen Massenmord an jüdischen Einwohnern. An den Massenerschießungen war der SS-Führer Friedrich Jeckeln maßgeblich beteiligt. Am 13. Oktober 1941 wurden dabei 11.000 Juden ermordet. Als im Herbst 1941 eine Hungersnot in der Stadt nicht mehr zu übersehen war, untersagte (so die „Ereignismeldung UdSSR“ Nr. 135 der Einsatzgruppe C vom 19. November 1941) der NS-Staatssekretär für Ernährung und Landwirtschaft Herbert Backe die Einführung von Lebensmittelkarten, da diese „Rechtsansprüche auf Belieferung darstellten“.
In der Stadt gab es die beiden Kriegsgefangenenlager 417 und 460 (ab 1949) für deutsche Kriegsgefangene des Zweiten Weltkriegs. Schwer Erkrankte wurden im Kriegsgefangenenhospital 5905 versorgt.
Nach dem Zweiten Weltkrieg kam es zum Wiederaufbau, zur weiteren Industrialisierung und zu einem schnellen Bevölkerungswachstum, das Dnipropetrowsk in den 1980er Jahren zu einer Millionenstadt werden ließ.
Die Entspannungspolitik Michail Gorbatschows und die Abrüstung führten dazu, dass Dnipropetrowsk Ende der 1980er Jahre die Krise der sowjetischen Raketen- und Raumfahrtindustrie in vollem Umfang zu spüren bekam. Der Verlust der strategischen Bedeutung von Piwdenmasch wirkte sich unmittelbar auf die Stadt aus und führte zum Verlust des Status als „geschlossenen“ Stadt, der 1987 bekannt gegeben wurde.

### Unabhängige Ukraine seit 1991

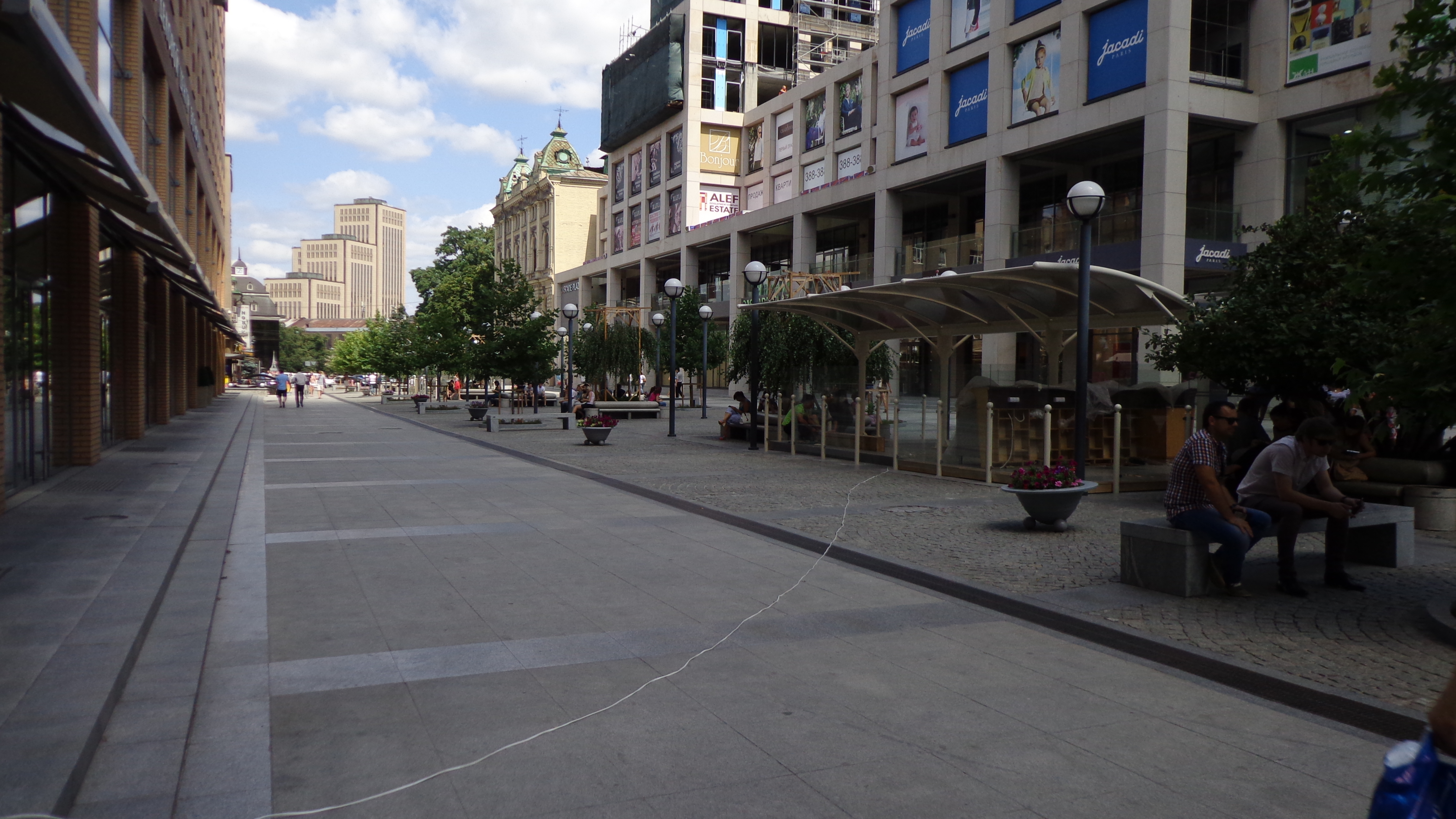
Stadtzentrum (Jekaterinoslawski Boulevard) Dnipro, (v. l. n. r.) Bosfor Center, Menorah Center und Cascade Plaza und wird vom Dmytro-Jawornyzkyj-Prospekt begrenzt

Im Jahr 2007 kam es in der Stadt zu einer Mordserie. Die Täter, Dnepropetrovsk Maniacs genannt, ermordeten 21 Menschen, überwiegend Wehrlose und Obdachlose. Die Täter, drei Männer im Alter zwischen 19 und 26 Jahren, kamen aus gutem Hause, filmten sich bei den Morden und nannten nach ihrer Festnahme im Jahr 2008 als Motiv, sie hätten den „Kick“ des Tötens fühlen wollen und im späteren Leben als Erinnerungen an ihre Jugend haben wollen.
Am 13. Oktober 2007 gab es in einem Wohnhaus ⊙ im Stadtviertel Peremoha des Stadtrajons Sobor eine Gasexplosion, bei der 22 Menschen starben.
Kurz vor Beginn der Fußball-Europameisterschaft 2012, die auch in der Ukraine stattfand, wurden am 27. April 2012 fast gleichzeitig an belebten Stellen der Stadt mehrere Bombenanschläge verübt. Mindestens 29 Menschen wurden verletzt. Es gab keine Bekennervideos oder Bekennerschreiben von Seiten der Täter.

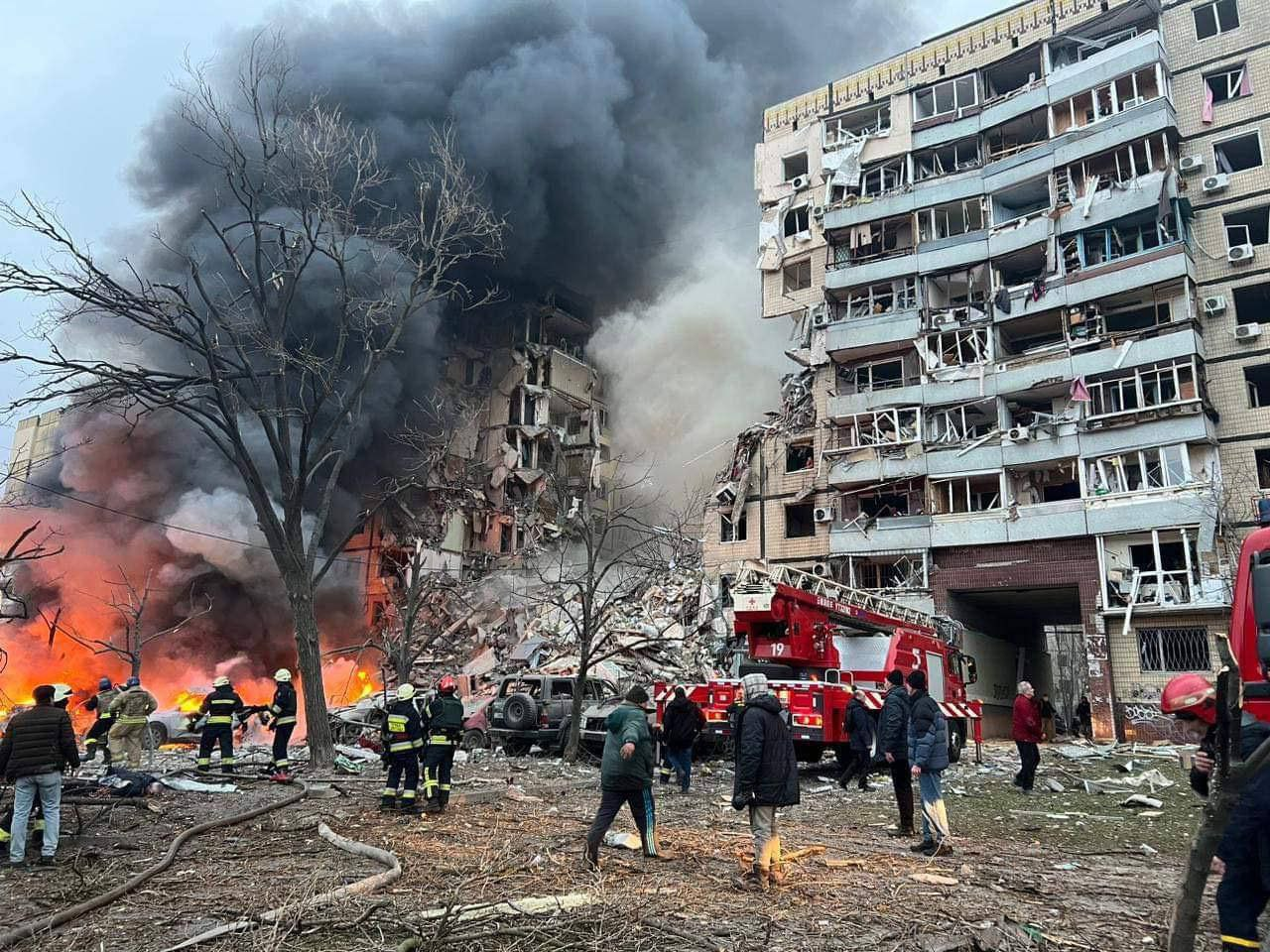
Russischer Raketenangriff auf ein Wohnhaus am 14. Januar 2023

Dnipropetrowsk gehörte zu den Städten, in die die OSZE am 21. März 2014 wegen des Krieges in der Ukraine Beobachter entsandte. In den Tagen und Wochen zuvor war es in Dnipropetrowsk, unter anderem am 1. März 2014, zu prorussischen Protesten mit 1000 bis 3000 Teilnehmern gekommen, bei denen Demonstranten ein Referendum nach dem Vorbild der Krim gefordert hatten. Am 2. März 2014 fand eine proukrainische Gegendemonstration mit etwa 10.000 Teilnehmern statt.
Am 24. Februar 2022 begannen russische Streitkräfte auf Befehl des russischen Präsidenten Putin den völkerrechtswidrigen russischen Angriffskrieg gegen die Ukraine. Seitdem war Dnipro mehrmals Opfer schwerer Raketenangriffe, durch die zahlreiche Zivilisten starben. 
Der bis dato verheerendste dieser Raketenangriffe erfolge am 14. Januar 2023 auf ein Wohnhaus in Dnipro, der 45 Menschen (davon 6 Kinder) tötete und 79 verletzte. 39 unter Trümmern Verschüttete wurden geborgen.
Am 29. April 2023 besuchte der tschechische Präsident Petr Pavel die Stadt Dnipro, die am Vortag Ziel eines russischen Raketenangriffs gewesen war. Dort traf er sich mit Serhiy Lysak, dem Regionalgouverneur der Region Oblast Dnipropetrowsk, über deren Wiederherstellung die Tschechische Republik die Schirmherrschaft übernommen hat. Er war der erste ausländische Präsident, der seit Beginn der russischen Invasion im Februar 2022 in die Ostukraine reiste. Er besuchte die Ukraine gemeinsam mit der slowakischen Präsidentin Zuzana Čaputová.
In der Nacht vom 21. auf den 22. Mai 2023 griff Russland Dnipro mit 16 Marschflugkörpern und 20 Kampfdrohnen an.

## Heraldik
Dnipro verfügt mit einem Stadtwappen und einer Stadtflagge über zwei eigene heraldische Symbole. Beiden sind die Hauptfarben weiß und blau gemeinsam.

### Wappen

Großes Stadtwappen

Das Wappen der Stadt wurde am 6. September 2001 durch Beschluss des Dnipropetrowsker Stadtrates offiziell angenommen.

#### Kleines Stadtwappen
- Blasonierung

Auf blauem spanischen Schild ein silberner Säbel, die Spitze zeigt nach oben rechts, und gekreuzter Pfeil, darüber drei silberne siebenzackige Sterne in V-Form.
- Beschreibung

Das Wappen basiert zu großen Teilen auf dem der polnischen und später kosakische Festung Kodak von 1770. Dazu gehören der durch einen Säbel gekreuzte Pfeil und der siebenzackige Stern. Es enthält jedoch weder das galoppierende Pferd noch den Halbmond, die Krone oder die Initialen „K.P.P.P.“, die auf dem Wappen Kodaks zu finden sind. Die drei Sterne haben verschiedene Bedeutungen, unter anderem als Vereinigung von Vergangenheit, Gegenwart und Zukunft und auch als die in drei Teile gespaltene Stadt. Sie können auch für die beiden Schlüsselindustrien der Stadt, Metallurgie sowie Weltraum- und Raketenindustrie, gelten. Auf die Metallurgie bezogen werden sie als Tropfen, wie sie beim Gießen entstehen, gedeutet. Außerdem bilden die drei Sterne ein V, das als victoria (lateinisch für Sieg) gedeutet werden kann. Drei und sieben sind auch auf Grund religiöser Zahlensymbolik verbreitete Zahlen für Wappenelemente. Das Säbel und der Pfeil, der in der Heraldik für die Attribute Wachsamkeit, Bereitschaft zum Kampf und Zielstrebigkeit steht und die Sterne sind vollständig silbern (weiß als Druckfarbe). Die Schildfarbe blau geht auf das Wappen Jekaterinoslaws vom 2. August 1811 zurück. Es symbolisiert den Dnepr und ist eine der Landesfarben der Ukraine.

#### Großes Stadtwappen
Das Große Stadtwappen ruht, zusätzlich zur Beschreibung des kleinen Stadtwappens, auf einem Postament aus Getreide, darunter ist meist noch als Wahlspruch der Name der Stadt abgebildet. Den oberen Schildrand ziert eine dreizinnige goldene Mauerkrone.

#### Geschichte des Wappens
| Wappen | Einführung     | Kommentar                                     | Blasonierung |
| ------ | -------------- | --------------------------------------------- | --- |
|        | 1770           | Wappen der Festung Kodak von 1770             | Ein von links kommendes galoppierendes Pferd auf einer Wiese, darüber ein Säbel, die Spitze zeigt nach oben links, und ein gekreuzter Pfeil, darum die Initialen „K. P. P. P.“, unterbrochen von einem siebenzackigen Stern, einer Krone und einem Halbmond.                  |
|        |                | Erste Entwürfe für das Wappen Jekaterinoslaws | |
|        | 2. August 1811 | Wappen von Jekaterinoslaw                     | Auf blauem französischen Schild ein von neun siebenzackigen konzentrisch ausgerichteten Sternen umfasstes stilisiertes Е (russ. Je) das eine römische Zwei umfasst, links davon die Zahl „17“, rechts „87“. Die Rangkrone über dem Wappenschild ist die russische Zarenkrone. |
|        |                | Wappen während der Sowjetzeit                 | Auf rotem französischem Schild ein gelber Schmelztiegel mit Halterung, daneben links und rechts drei Streifen, darunter drei grüne Hügel über blauem Wasser mit weißen Wellen. Über dem Schild eine fünfzinnige Mauerkrone mit der Aufschrift „Dnipropetrowsk“.               |

### Stadtflagge
Die aktuelle Stadtflagge wurde auf Beschluss des Dnipropetrowsker Stadtrates vom 18. April 2012 in einem Wettbewerb ermittelt. Der Wettbewerb fand in zwei Abschnitten statt, im ersten wurden von allen eingereichten Entwürfen die besten zehn ermittelt und im zweiten Schritt wurde am 5. Dezember 2012 der Sieger bekanntgeben.
Die Stadtflagge zeigt das zentrierte große Stadtwappen von Dnipro samt Banner mit dem Stadtnamen auf weißem Hintergrund mit darunter befindlichem blauem Heroldsbild des Flusses Dnepr.

## Politik

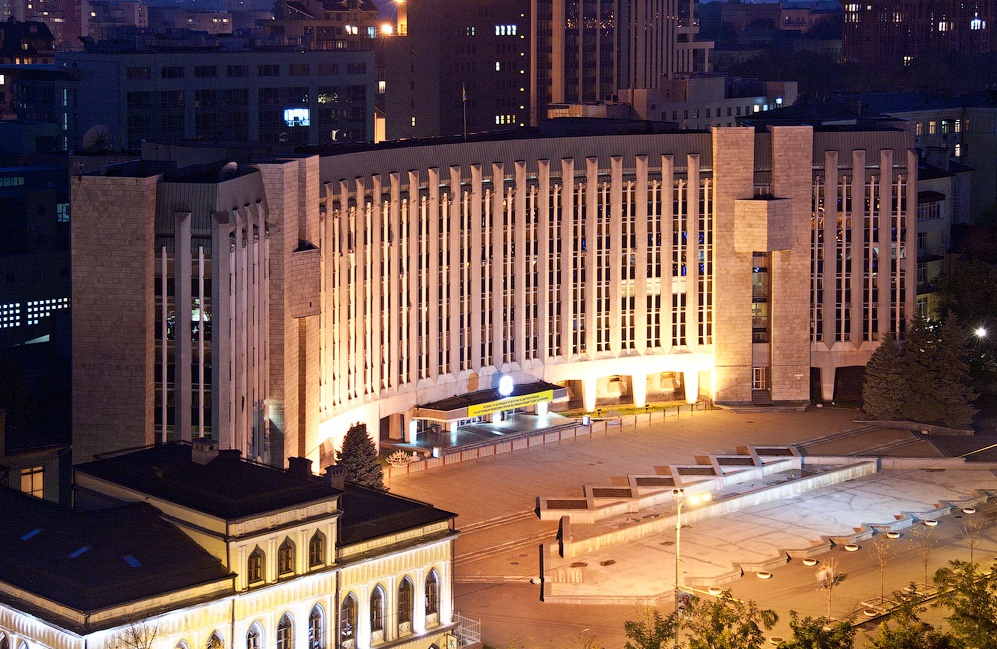
Gebäude des Stadtrats

### Verwaltung
Die Stadtverwaltung Dnipro besteht aus dem alle vier Jahre gewählten Stadtrat ⊙ (ukr. Дніпропетровська міська рада), dem 119 Stadträte und der Bürgermeister als Vorsitzender des Stadtrates angehören. Der Stadtrat entspricht in der Machtstruktur dem legislativem, während der Bürgermeister dem exekutivem Organ der kommunalen Selbstverwaltung entspricht.
Der letzte gewählte Bürgermeister ist der 1999 nach dem Abgang seines Vorgängers als Übergangsbürgermeister eingesetzt und in den Bürgermeisterwahlen von 2000, 2002, 2006 und 2010 bestätigte Iwan Kulitschenko. Kulitschenko legte sein Amt am 21. November 2014 ab. Anschließend war Maxim W. Romanenko bis zum 4. März 2015 und danach Galina Ilinitschna Bulawka Stellvertretende Bürgermeisterin. Seit dem 17. November 2015 ist Borys Filatow von der Partei „UKROP“ Bürgermeister, nachdem er sich mit 184.874 gegen Oleksandr Wilkul mit 158.752 Stimmen durchsetzte.
Nach den Kommunalwahlen 2010 sind Blok Juliji Tymoschenko, Block Unsere Ukraine – Nationale Selbstverteidigung und Witsche (ukr. Партія «Віче») nicht mehr im Stadtrat vertreten. An der Wahl 2010 beteiligten sich 300.167 Personen, davon stimmten 31.188 gegen alle zur Wahl stehenden Parteien und 9.397 Stimmen waren ungültig. Der Stadtrat setzt sich nach den Wahlen vom 31. Oktober 2010 wie folgt zusammen:
| Partei                                 | ukrainisch                             | Sitze | ggü. 2006* | Stimmenanteil | ggü. 2006* |
| -------------------------------------- | -------------------------------------- | ----- | ---------- | ------------- | ---------- |
| Partei der Regionen                    | Партія регіонів                        | 78    | +26        | 65 %          | +21,6      |
| Starke Ukraine                         | Сильна Україна                         | 13    | –          | 10,8 %        | –          |
| Front für Veränderung                  | Фронт Змін                             | 8     | –          | 6,7 %         | –          |
| Allukrainische Vereinigung „Vaterland“ | Всеукраїнське об'єднання «Батьківщина» | 8     | –          | 6,7 %         | –          |
| Kommunistische Partei der Ukraine      | Комуністична партія України            | 6     | −1         | 5 %           | −0,83      |
| Ukraine der Zukunft                    | Україна майбутнього                    | 4     | –          | 3,3 %         | –          |
| Volkspartei                            | Народна партія                         | 3     | –          | 2,5 %         | –          |

* unbestätigt

### Stadtgliederung
Wie bei ukrainischen Städten üblich, ist Dnipro verwaltungstechnisch in Stadtbezirke (sogenannte Stadtrajons) unterteilt, deren Gebiete im Allgemeinen nicht den historischen Ortsteilen, sondern durch Flüsse, große Straßen oder Eisenbahnlinien voneinander räumlich abgetrennten Teilen des Stadtgebietes entsprechen. Insgesamt ist die Stadt in acht Stadtrajone und die Siedlung städtischen Typs Awiatorske unterteilt. Die Stadtrajone untergliedern sich in Stadtviertel.

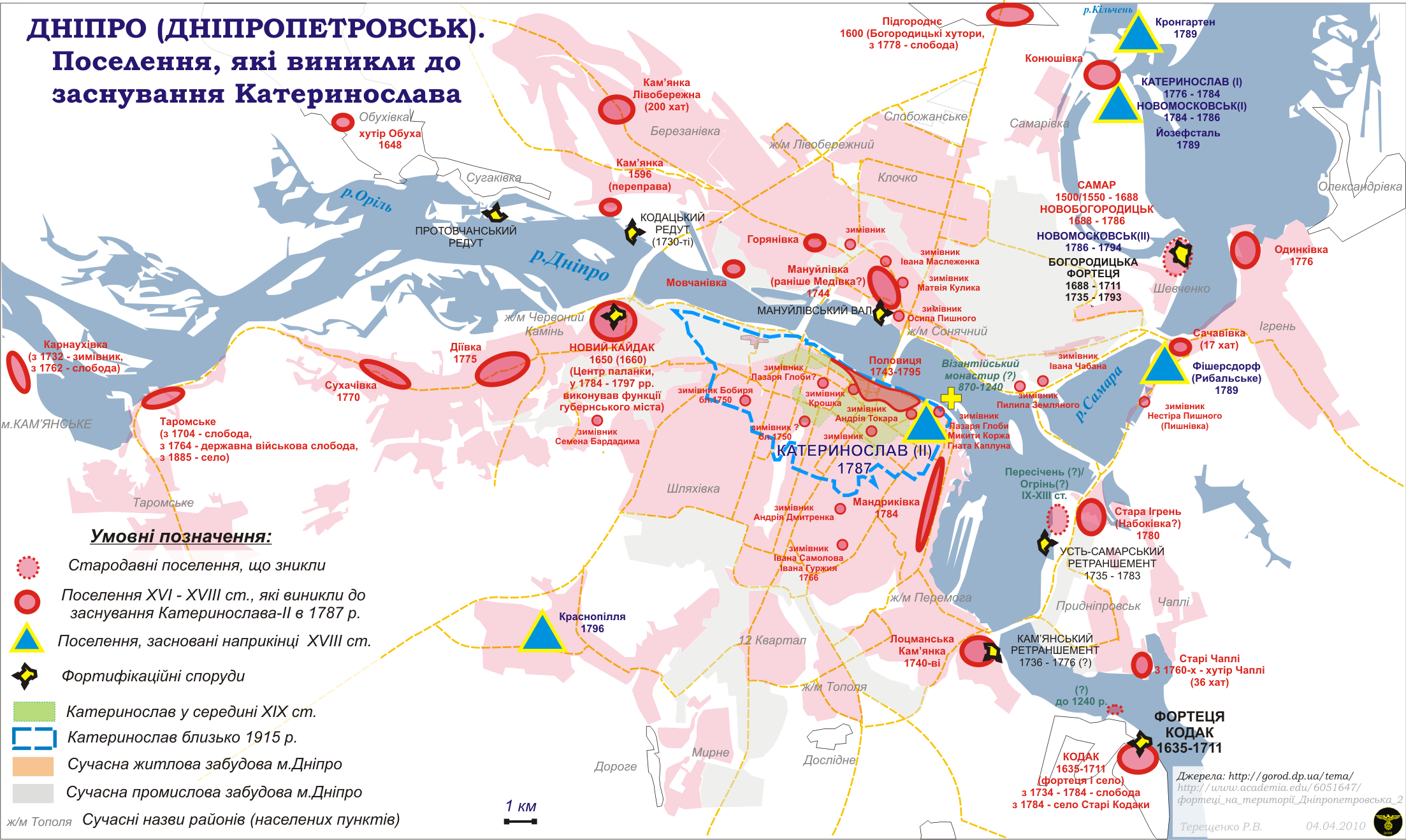
Historische Ortschaften und Festungen
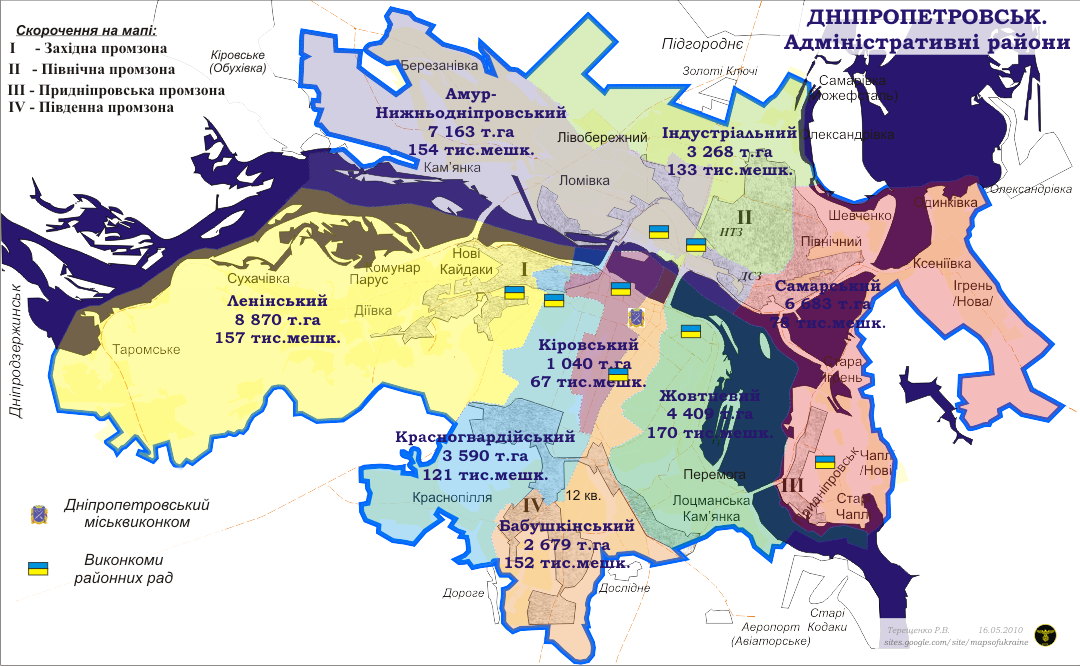
Stadtrajone
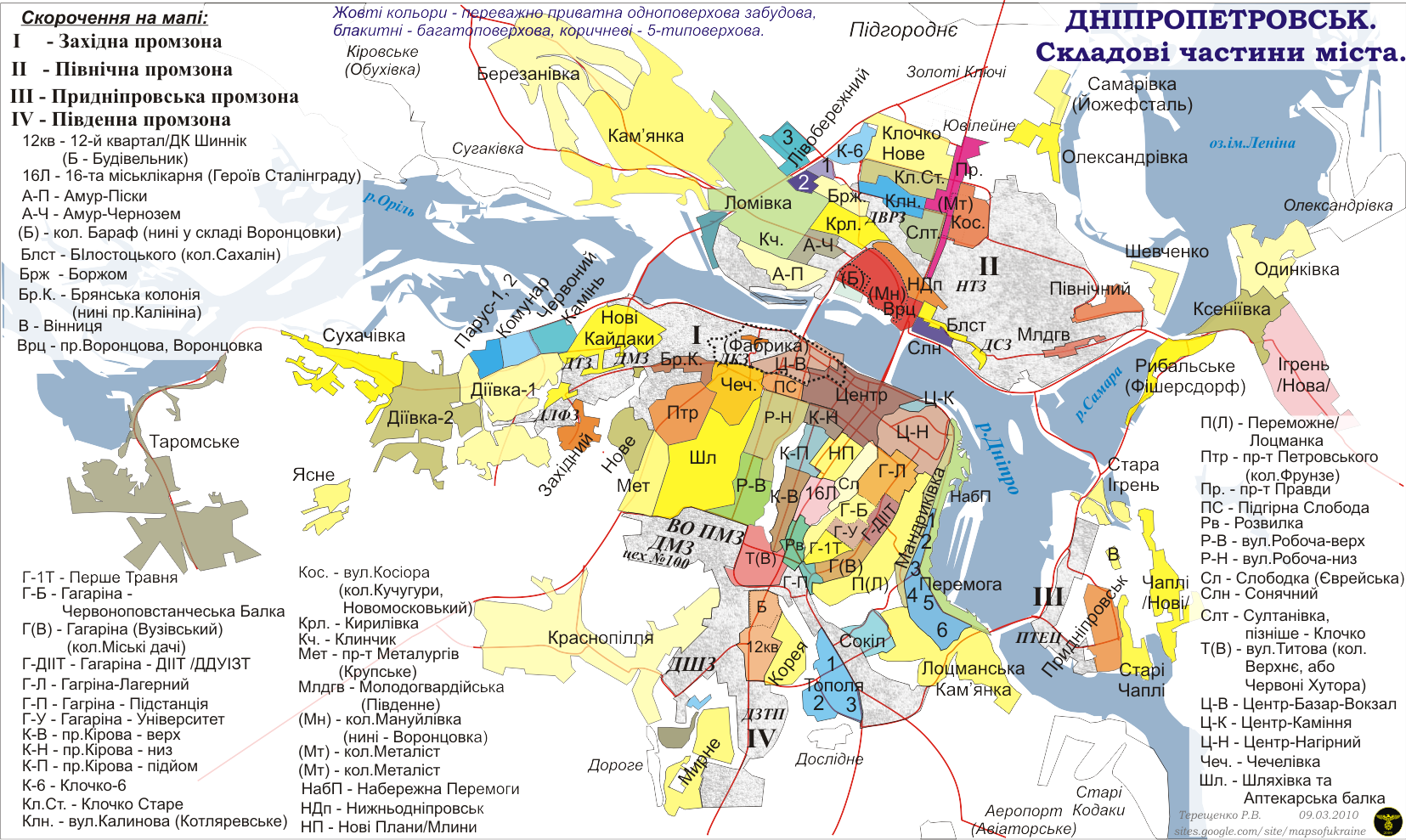
Stadtviertel
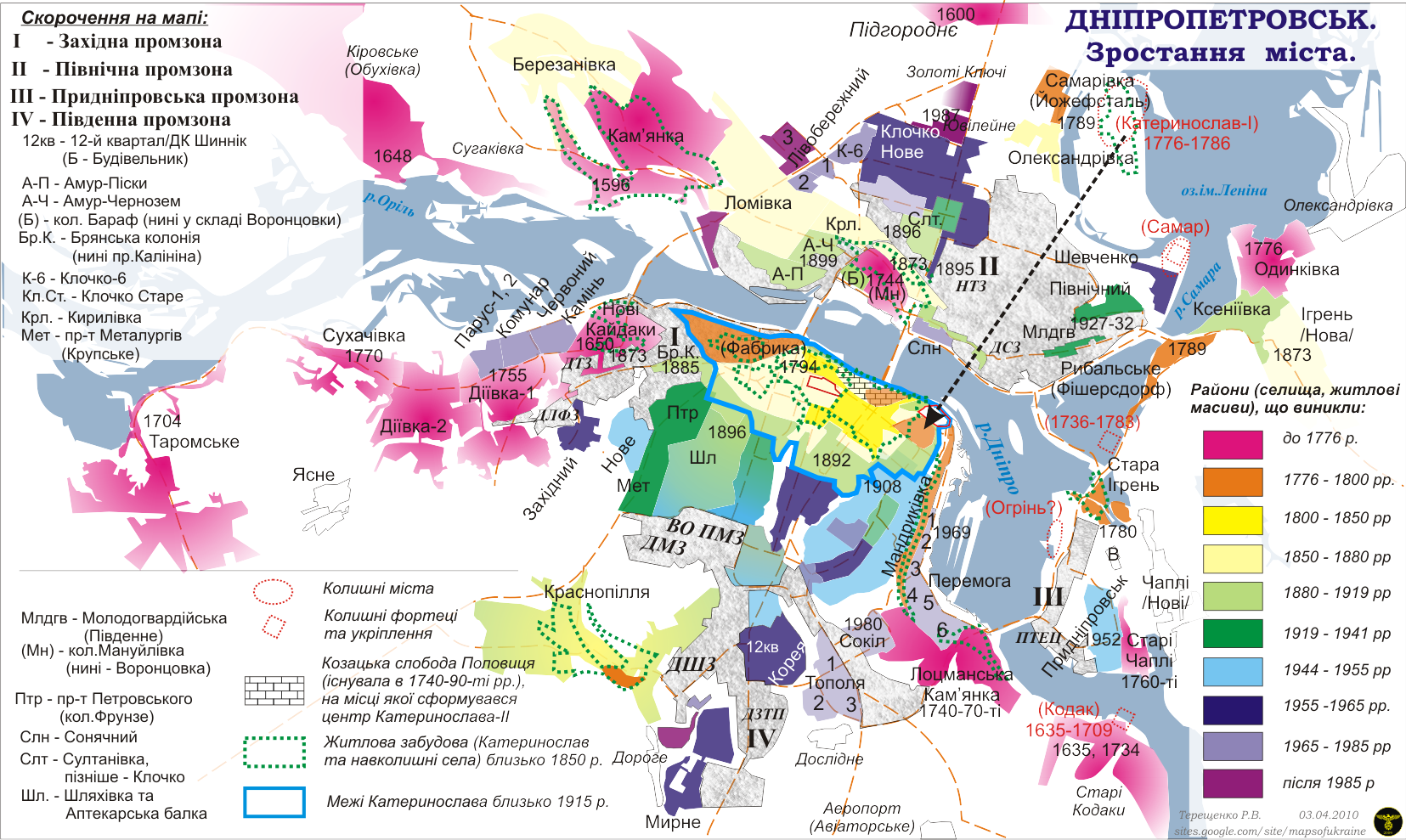
Eingemeindungen

| Stadtrajon (ehemaliger Name)     | Ukrainischer Name (ehemaliger Name) | Einwohner 2008 | Fläche in km² | Gründung       | Bemerkung |
| -------------------------------- | ----------------------------------- | -------------- | ------------- | -------------- | --- |
| Amur-Nischnjodnipro              | Амур-Нижньодніпровський             | 151.515        | 71,626        |                | Benannt nach der ehemaligen Siedlung „Amur“ und dem „Nischnjodniprowsker Bahnhof“.                           |
| Industrial                       | Індустріальний                      | 131.496        | 33,033        |                | |
| Nowokodak (Lenin)                | Новокодацький (Ленінський)          | 169.756        | 88,7          | 1940           | Der Name leitet sich von der historischen Siedlung Nowi Kodaky (ukr. Нові Кодаки) ab.                        |
| Samara                           | Самарський                          | 118.424        | 77,092        | 6. April 1977  | Der Name leitet sich vom Fluss Samara ab.                                                                    |
| Schewtschenko (Babuschkin)       | Шевченківський (Бабушкінський)      | 127.056        | 31            | 12. April 1973 | Benannt nach Taras Schewtschenko.                                                                            |
| Sobor (Schowtnewe)               | Соборний (Жовтневий)                | 168.021        | 44,093        | 15. März 1936  | Der Name leitet sich vom ukrainischen Wort für Kathedrale ab und bezieht sich auf die Verklärungskathedrale. |
| Tschetscheliw (Krasnohwardijske) | Чечелівський (Красногвардійський)   | 117.984        | 35,90         |                | Der Name leitet sich von der historischen Siedlung Tschetscheliwka (ukr. Чечелівка) ab.                      |
| Zentral (Kirow)                  | Центральний (Кировский)             | 64.989         | 10,403        | 12. Mai 1932   | |

### Diplomatische Vertretungen
In der Stadt befinden sich eine Zweigstelle der Botschaft des Staates Israel., die Honorarkonsulate der Republik Litauen und der Tschechischen Republik sowie sieben Visa-Servicestellen für die Länder Deutschland, Litauen, Polen, Griechenland, Ungarn, Italien und Bulgarien.

### Partnerstädte
Dnipro ist Partnerstadt von:
| Stadt        | Land                | seit | Typ             |
| ------------ | ------------------- | ---- | --------------- |
| Bern         | Schweiz             | 2008 | Partnerstadt    |
| Burgas       | Bulgarien           |      | Partnerstadt    |
| Dalian       | Volksrepublik China | 2007 | Partnerstadt    |
| Durham       | Kanada              | 2000 | Partnergemeinde |
| Ezhou        | Volksrepublik China |      | Partnerstadt    |
| Gəncə        | Aserbaidschan       |      | [ 74 ]          |
| Gurdschaani  | Georgien            |      | Partnerstadt    |
| Handan       | Volksrepublik China |      | Partnerstadt    |
| Herzlia      | Israel              | 1993 | Partnerstadt    |
| Kielce       | Polen               |      | Partnerstadt    |
| Köln         | Deutschland         | 2024 | Partnerstadt    |
| Krasnojarsk  | Russland            | 2007 | beendet 2016    |
| Kutaissi     | Georgien            | 2007 | Partnerstadt    |
| Lexington    | Vereinigte Staaten  |      |                 |
| Lublin       | Polen               | 2017 | Partnerstadt    |
| Miskolc      | Ungarn              |      | Partnerstadt    |
| Ploiești     | Rumänien            | 1992 |                 |
| Samara       | Russland            | 1993 | beendet 2016    |
| Stettin      | Polen               | 2010 | Partnerstadt    |
| Sugdidi      | Georgien            | 2014 | Partnerstadt    |
| Szolnok      | Ungarn              | 2013 | Partnerstadt    |
| Taschkent    | Usbekistan          | 1998 | Partnerstadt    |
| Thessaloniki | Griechenland        | 2003 | Partnerstadt    |
| Ulan-Ude     | Russland            | 2011 | beendet 2016    |
| Vilnius      | Litauen             | 1998 | Partnerstadt    |
| Wałbrzych    | Polen               | 2001 |                 |
| Xi’an        | Volksrepublik China | 1995 | Partnerstadt    |
| Žilina       | Slowakei            | 2003 | Partnerstadt    |

## Bevölkerung
In der Stadt mit ihren 986.887 Einwohnern (Stand: 1. November 2015) lebt etwa ein Drittel der 3.258.705 Millionen Einwohnern der Oblast Dnipropetrowsk (Stand: 1. November 2015) und etwa 2,3 Prozent der gesamten ukrainischen Bevölkerung von 42.854.106 Menschen (Stand: 1. Mai 2015). Damit ist sie die viertgrößte Stadt der Ukraine.
Die Bevölkerungsdichte beträgt 2.437 Einwohner je km² (Stand: 1. November 2015) und ist damit etwa 24-mal so hoch wie in der Oblast Dnipropetrowsk und etwa 34-mal größer als in der gesamten Ukraine. Die Bevölkerung setzt sich wie folgt zusammen (Stand 2008): Ukrainer (79,3 %), Russen (17,6 %), Sonstige, beispielsweise Weißrussen, Juden, Armenier und Aserbaidschaner (3,1 %).
Die folgende Tabelle zeigt die Einwohnerzahlen seit dem Beginn der Erfassung im Jahr 1782 an. Auffallend ist die annähernde Verdoppelung der Einwohnerzahl binnen eines Jahrzehnts in den 1930er-Jahren – eine Folge der Zwangskollektivierung und der resultierenden Landflucht in der Sowjetunion zu jener Zeit. Ein signifikanter Bevölkerungsrückgang und hohe Fluktuationsraten war hingegen in den Jahren der Februar- und Oktoberrevolution und des Russischen Bürgerkriegs (etwa zwischen 1914 und 1923) zu verzeichnen.
Die Stadt erreichte erstmals zwischen 1975 beziehungsweise 1976 eine Million Einwohner, die höchste Bevölkerungszahl ihrer Geschichte mit 1.203.000 Einwohnern erreichte sie 1991, seitdem sinkt die Stadtbevölkerung kontinuierlich, wie in den meisten Städten der Ukraine vor allem während der Wirtschaftskrisen der 1990er-Jahre. Seit 2014 hat die Stadt die Marke von einer Million Einwohnern wieder unterschritten.
Es liegen folgende Angaben zur Bevölkerungsentwicklung vor:
| Jahr  | Einwohner         |
| ----- | ----------------- |
| 1782  | 2.194             |
| 1800  | 6.389             |
| 1804  | 6.389             |
| 1825  | 8.412             |
| 1853  | 13.011            |
| 1862  | 19.515            |
| 1865  | 22.816            |
| 1885  | 46 876            |
| 1887* | 48.000            |
| 1897  | 112.839 – 121.216 |
| 1910  | 232.500           |
| 1911  | 215.000           |
| 1920  | 189.000           |

| Jahr  | Einwohner         |
| ----- | ----------------- |
| 1923  | 126.462 – 159.000 |
| 1926  | 187.570 – 237.000 |
| 1932  | 320.000           |
| 1939  | 501.000 – 526.998 |
| 1943  | 280.000           |
| 1959* | 661.547           |
| 1967  | 816.000           |
| 1970  | 862.100 – 904.000 |
| 1975  | 1.000.000         |
| 1976  | ~1.000.000        |
| 1979* | 1.066.016         |
| 1989* | 1.177.897         |
| 1991  | 1.203.000         |
| 1993  | 1.185.000         |
| 1996  | 1.161.000         |
| 1998  | 1.137.000         |

| Jahr             | Einwohner             |
| ---------------- | --------------------- |
| 2001             | 1.065.008 – 1.084.000 |
| 2003             | 1.065.000             |
| 2006             | 1.044.000             |
| 2008             | 1.028.000             |
| 1. Januar 2010   | 1.013.514             |
| 1. Januar 2011   | 1.007.210             |
| 1. Januar 2012   | 1.001.962             |
| 1. Januar 2013   | 1.000.100             |
| 1. Januar 2014   | 995.500               |
| 1. Januar 2015   | 992.200               |
| 1. November 2015 | 986.887               |

Anmerkungen

Fett: Offizielle Volkszählungen

* In einigen Quellen um wenige bis etwa 2.000 Einwohner unterschiedliche Angaben

### Religion

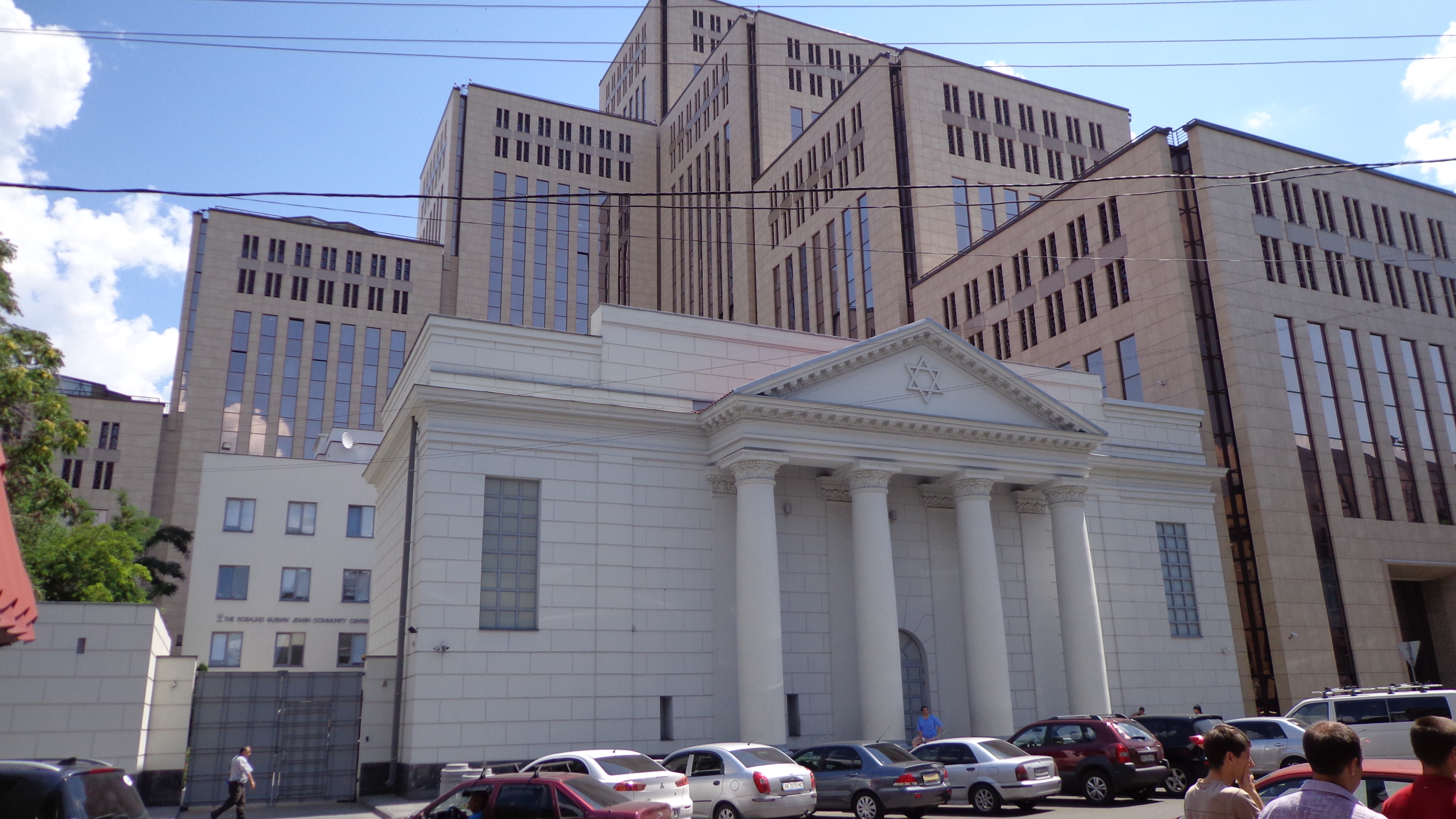
Menorah Center mit Goldene-Rosen-Synagoge

Die meisten Einwohner sind orthodoxe Christen. Sehr viele jüdische Einwohner sind inzwischen in den Westen oder nach Israel ausgewandert, aber eine erhebliche Zahl prägt, wie bereits zur Sowjetzeit, die Kultur und Wirtschaft der Stadt. Daneben lebt in der Stadt auch eine muslimische Minderheit, überwiegend Krim-Tataren.
Bis zum Holocaust war Jekaterinoslaw ein Zentrum jüdischen Lebens in Russland beziehungsweise der Sowjetunion (siehe Schtetl). Bei der ersten russischen Volkszählung von 1897 wurde eine Einwohnerzahl von 112.839 ermittelt. Der jüdische Bevölkerungsanteil betrug 35,8 %, neben 41,8 % Russen und 15,8 % Ukrainern. Darunter befanden sich auch einige reiche und einflussreiche Personen, aber die meisten dürften Ladenbesitzer, Handwerker und (Hafen-)Arbeiter gewesen sein. Die Stadt galt als eine der am besten organisierten jüdischen Gemeinden Osteuropas und Russlands und unterhielt sowohl humanitäre als auch Bildungseinrichtungen, darunter sogar eine kleine Jeschiwa. Es gab auch eine kleine karäische Gemeinde, welche auch ein Gebetshaus unterhielt. Heute beheimatet die Stadt mit dem Menorah Center, das die städtische Golden Rosen-Synagoge umgibt, das größte jüdische Kulturzentrum der Welt. Seit 2014 erinnert ein Gedenkstein am alten jüdischen Friedhof außerhalb der Stadt an die 4000 dort ermordeten Dnipropetrowsker Juden.
Dnipro gehörte bis zum Jahr 2002 zum römisch-katholischen Bistum Kiew-Schytomyr, von dem es abgespalten wurde. Heute gehört es zum neu gebildeten Bistum Charkiw-Saporischschja. Das zuständige Erzbistum ist Lemberg. Die Stadt gehört zum ukrainisch-griechisch-katholischen Erzbischöflichem Exarchat Donezk.

### Sprache
90 % der Einwohner sprechen Russisch als Alltagssprache. Ukrainisch wird von 40 % der Bewohner fließend beherrscht. Von den restlichen 60 % wird Ukrainisch von der einen Hälfte sehr gut und von der anderen sehr schlecht gesprochen. Staatliche Dokumente werden in ukrainischer Sprache herausgegeben. Auch die meisten Schilder und Wegweiser sind ukrainisch geschrieben. Die Medien sind gemischt russisch und ukrainisch. Das Phänomen, dass sich Gesprächspartner in unterschiedlichen Sprachen (Russisch und Ukrainisch) unterhalten, ist ebenso verbreitet wie beispielsweise das Benutzen des Russischen zu Hause und des Ukrainischen bei der Arbeit.

### Bildung

#### Sekundarbildung
In der Stadt befinden sich etwa 176 Einrichtungen des sekundären Bildungsbereichs, dazu gehören drei Gymnasien und sieben Lyzeen, unter anderem das Finanz- und Wirtschaftslyzeum, das Chemisch-ökologische Lyzeum, das Informationstechnologische Lyzeum, Medizinische Internatslyzeum Dnipro, das Ukrainisch-amerikanische Lyzeum, das Juristische Lyzeum und das Militärlyzeum. Außerdem gibt es drei Fernschulen, fünf Abendschulen, fünf Internate und vier sogenannte Bildungs- und Erziehungsverbände (ukr. Науково-виробниче об’єднання, kurz НВО, rus. Учебно-воспитательное объединение, kurz УВК), 28 sogenannte Bildungs- und Erziehungskomplexe (ukr. Науково-виробниче комплекс, kurz НВК, rus. учебно-воспитательный комплекс, kurz УВК), drei sogenannte Bildungs- und Rehabilitationszentren (rus. Учебно-реабилитационный центр, kurz УРЦ). Zu den sonstigen Schulen gehört eine Waldorfschule, eine Schule für Kinder mit infantiler Zerebralparese und Kinderlähmung, ein Internat für blinde Kinder, die britische Auslandsschule, und ein sogenanntes schulübergreifende Bildungs- und Produktionskombinat.

#### Tertiärbildung
Dnipro ist mit 8 Universitäten und 6 Akademien im tertiären Bildungsbereich vertreten und damit eine bedeutende Universitätsstadt und Hochschulstandort. Unter anderem befindet sich hier die 1918 gegründete Nationale Oles-Hontschar-Universität Dnipro sowie die 1899 gegründete Nationale Technische Universität „Dniproer Polytechnikum“, an der auch das Ukrainisch-Deutsche Kultur- und Sprachlernzentrum (Goethe-Institut) beheimatet ist. Weitere Kulturinstitute sind die französische Alliance française, das chinesische Konfuzius-Institut und die russische Stiftung Russki Mir mit verschiedenen Kooperationen und Partnern.

### Persönlichkeiten
In der Stadt Dnipro geborene Persönlichkeiten sind neben anderen der Wissenschaftler Oleksandr Brodskyj, Pionier bei der Herstellung des Schweren Wassers. Der Astronom und Astrophysiker Boris Alexandrowitsch Woronzow-Weljaminow entdeckte die Lichtabsorption durch interstellaren Staub. Der Physiker Edward Ginzton erlangte Bekanntheit durch seine Arbeit an Teilchenbeschleunigern und Klystronen, während Issaak Chalatnikow Singularitäten in der Allgemeinen Relativitätstheorie nachgeht und dafür verschiedene Wissenschaftspreise erhielt. Der Logiker Moses Schönfinkel entwarf die Kombinatorische Logik und veröffentlichte das Entscheidungsproblem, während der Informatiker Leonid Levin sich unter anderem mit der NP-Vollständigkeit beschäftigte und später einen Lehrstuhl an der Boston University bekleidete.
Zu politisch aktiven, in Dnipro geborenen Persönlichkeiten gehören beispielsweise Pjotr Bark (Sir Peter Bark), der letzte zaristische Finanzminister, und Grigori Naumowitsch Kaminski, der unter anderem von 1920 bis 1921 Erster Sekretär der Aserbaidschanischen Kommunistischen Partei und von 1936 bis 1937 Gesundheitsminister der Sowjetunion war, der Ex-KGB Chef Wiktor Michailowitsch Tschebrikow, sowie die zweifache Ministerpräsidentin der Ukraine Julija Tymoschenko.
Aus dem Bereich des Sport und der Kunst sind zu nennen der deutsche Fußballprofi Roman Neustädter vom Schalke 04, der Violinvirtuose Leonid Borissowitsch Kogan, sowie der Maler, Zeichner, Lithograf und Forschungsreisende Ludwig Choris und der ukrainisch-sowjetische Schriftsteller, Literaturkritiker und Sozialaktivist Oles Hontschar. Der ehemalige Gouverneur der Oblast Dnipropetrowsk, Unternehmer, Sportfunktionär, Mäzen und Mitgründer/-inhaber der PrivatBank, Ihor Kolomojskyj, gehört zu den reichsten Ukrainern.
Zu den Personen, die zwar nicht in der Stadt geboren, aber durch ihr Leben, ihre Arbeit und ihr Wirken eng mit Dnipro verbunden sind, zählen u. a. Katharina die Große, durch deren Eroberung von Neurussland der Bau der Stadt erst möglich wurde, und der von ihr eingesetzte Generalleutnant Grigori Alexandrowitsch Potjomkin. Ferner war der Parteichef der Kommunistischen Partei der Sowjetunion von 1964 bis 1982, Staatschef und vierfache Held der Sowjetunion Leonid Iljitsch Breschnew Parteisekretär im Gebietskomitee von Dnipropetrowsk und wurde in der Oblast Dnipropetrowsk geboren. Der russische Nationaldichter und Begründer der modernen russischen Literatur Alexander Sergejewitsch Puschkin wurde aufgrund seiner politischen Ansichten in das damalige Jekaterinoslaw verbannt. Witold Fokin studierte am Bergbauinstitut in Dnipropetrowsk und wurde später Ministerpräsident der Ukraine. Hennadij Boholjubow absolvierte in Dnipropetrowsk ein Studium zum Bauingenieur und gründete mit Ihor Kolomojskyj eine der ersten privaten Kommerzbanken, die PrivatBank, die inzwischen das größte Finanzinstitut der Ukraine ist. Er gilt heute als einer der reichsten Oligarchen des Landes.

## Kultur und Sehenswürdigkeiten

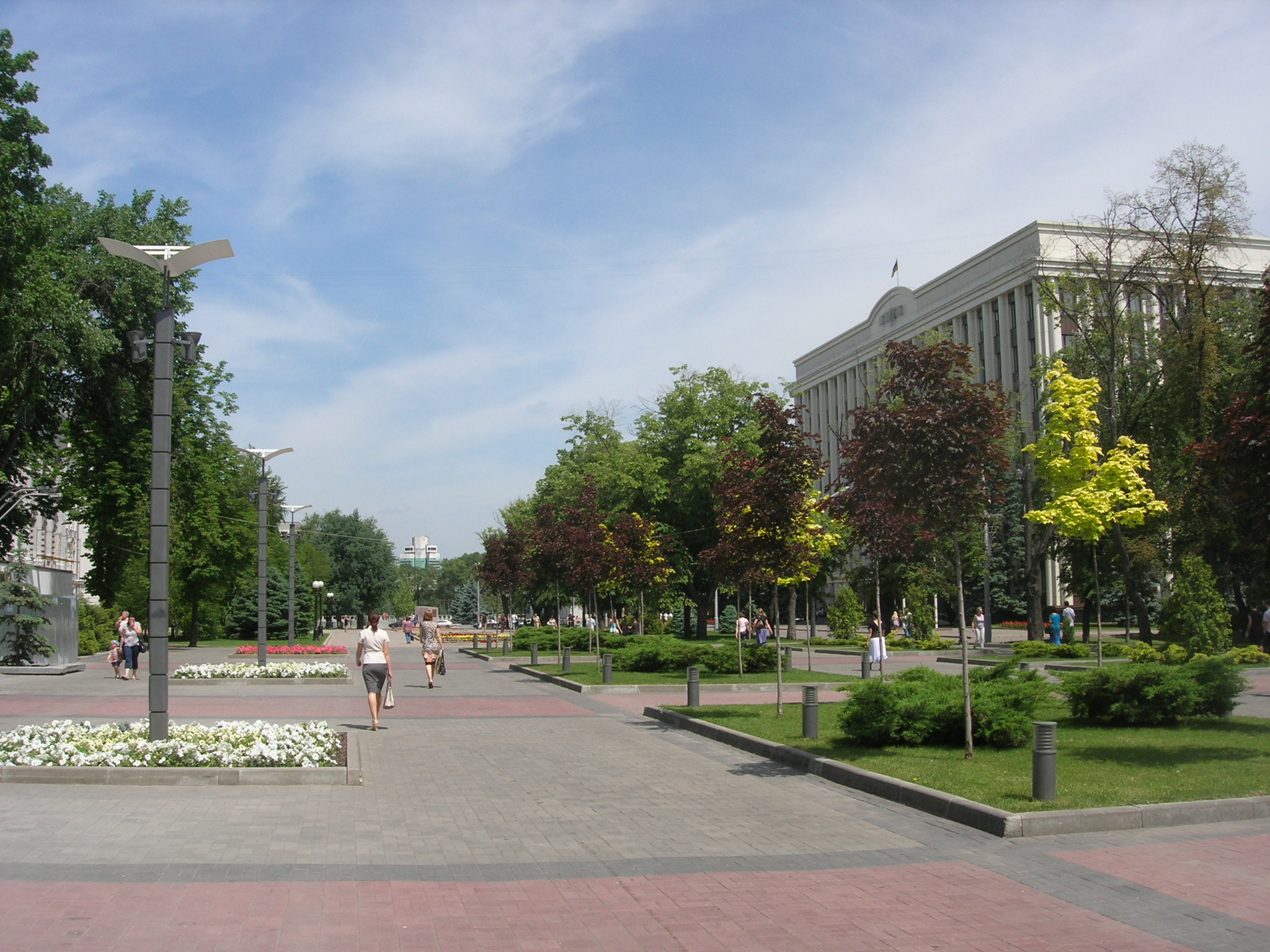
Gebäude der Dnipropetrowsker Oblastverwaltung

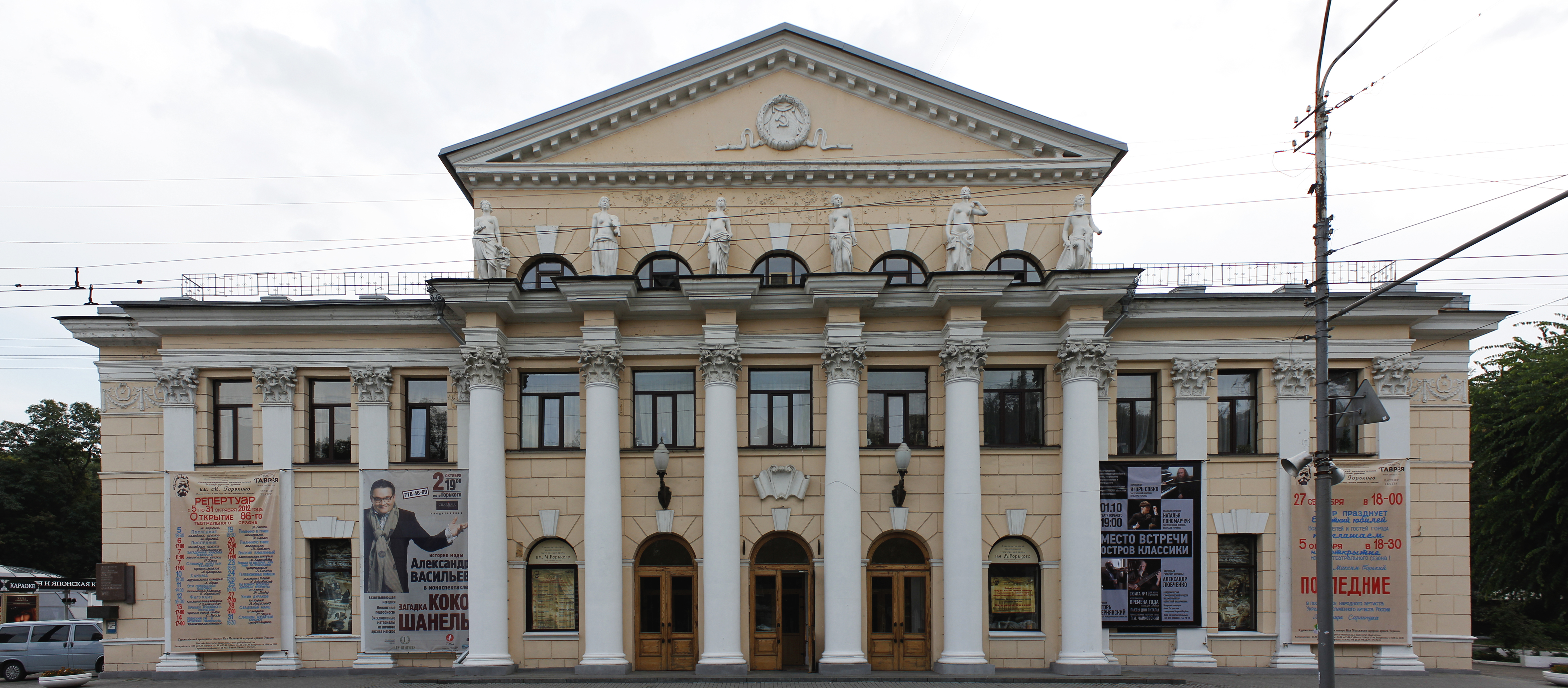
Städtisches Gorki-Dramatheater

Die Stadt hat viele Kulturgebäude wie Theater, Schauspielhäuser und Tanzbühnen für klassisches Ballett, Volkstänze (russische und ukrainische Tänze, zu denen der Hopak und der Kasatschok gehören). Viele Straßenmusikanten spielen die landestypische Musik und tanzen oft auch dazu.
Im Stadtzentrum befindet sich der Gebäudekomplex Most-City Center, der aufgrund seines großen Angebots (Indoor-Eisbahn, Multiplex-Kino, Bowlingzentrum, Casino, Billardsaal und etliche Restaurants und Cafés) als beliebter Treffpunkt und Erholungszentrum gilt.

### Bauwerke

#### Straßen und Plätze
Die Hauptverkehrsstraße der Stadt ist der Dmytro-Jawornyzkyj-Prospekt. Er wurde im 18. Jahrhundert angelegt, erhielt in der Sowjetzeit den heutigen Namen und prägt mit seinen Häusern das Stadtbild. An seinem südlichen Ende befindet sich der bedeutendste Platz der Stadt, der Oktoberplatz, der mit seiner Fläche von 120.000 m² einer der größten Plätze Europas ist und im Sommer als Naherholungsort sehr beliebt ist. Mit der Uferpromenade Dnipro besitzt die Stadt die mit 23 km längste Uferpromenade Europas.

#### Hochhäuser
In Dnipro steht der preisgekrönte, mit 123 m Höhe höchste Wolkenkratzer der Ukraine außerhalb Kiews. Bei seiner Fertigstellung im Jahr 2005 war es der höchste Wolkenkratzer der gesamten Ukraine.

#### Sakrale Bauwerke
Neben der Verklärungskathedrale gehört die Goldene-Rosen-Synagoge und die seit 1982 in ein Konzerthaus umgewandelte Sankt-Michaels-Kirche zu den bedeutenden Sakralbauwerken der Stadt.

#### Museen
Das „Olexander Makarow Nationalzentrum der Raumfahrtjugendausbildung der Ukraine“ ⊙ wurde auf Ukas des damaligen ukrainischen Präsidenten Leonid Kutschma vom 11. Juni 1996 auf Initiative der ukrainischen Raumfahrtagentur, der „Vereinigung der ukrainische Jugendraumfahrt Suzyrja“ und mit der Unterstützung von Piwdenmasch und KB Juschnoje gegründet. Auf dem Gebiet werden verschiedene Satelliten und Trägerraketen gezeigt, die in der Stadt gebaut wurden. Außerdem werden hier Fachkräfte der Luft- und Raumfahrttechnik ausgebildet.
Das am Oktoberplatz gelegene Historische Museum Dnipro, ist eines der größten Museen der Ukraine und besitzt mit dem Diorama zur Schlacht am Dnepr das mit 900 m² größte Diorama der Ukraine und eines der größten der Welt.
Das 1914 gegründete Kunstmuseum Dnipro beheimatet heute etwa 8500 europäische sowie orientalische Kunstwerke vom 16. bis zum 21. Jahrhundert und gilt als bedeutendes Zentrum der Petrykiwka-Malerei, die seit 2013 zum immateriellem Weltkulturerbe gehört.
2012 wurde das Museum zur Jüdischen Geschichte und zum Holocaust in der Ukraine im Menorah Center eröffnet.

#### Theater und Philharmonien

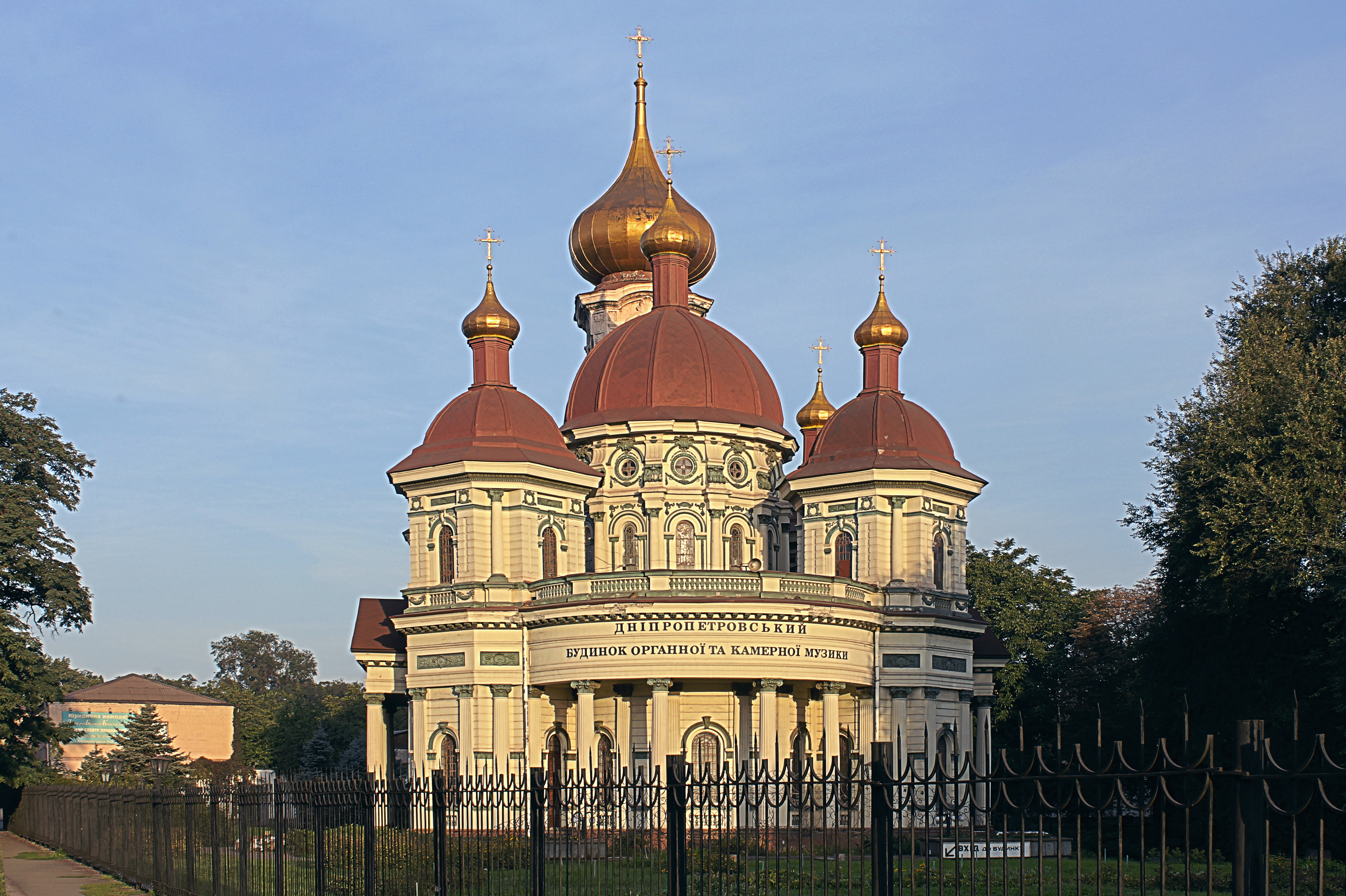
Haus der Orgel- und Kammermusik in der St.-Nikolai-Kirche

Die Stadt besitzt 19 Theater und Konzerthäuser. Dazu gehört auch das zum Architekturdenkmal von nationaler Bedeutung erklärte Haus der Orgel- und Kammermusik im Gebäude der 1915 erbauten St.-Nikolai-Kirche. Sie besitzt eine 1987 integrierte, zwölf Tonnen schwere, von Wilhelm Sauer gebaute Orgel mit 30 Registern.

#### Architekturdenkmäler von nationaler Bedeutung

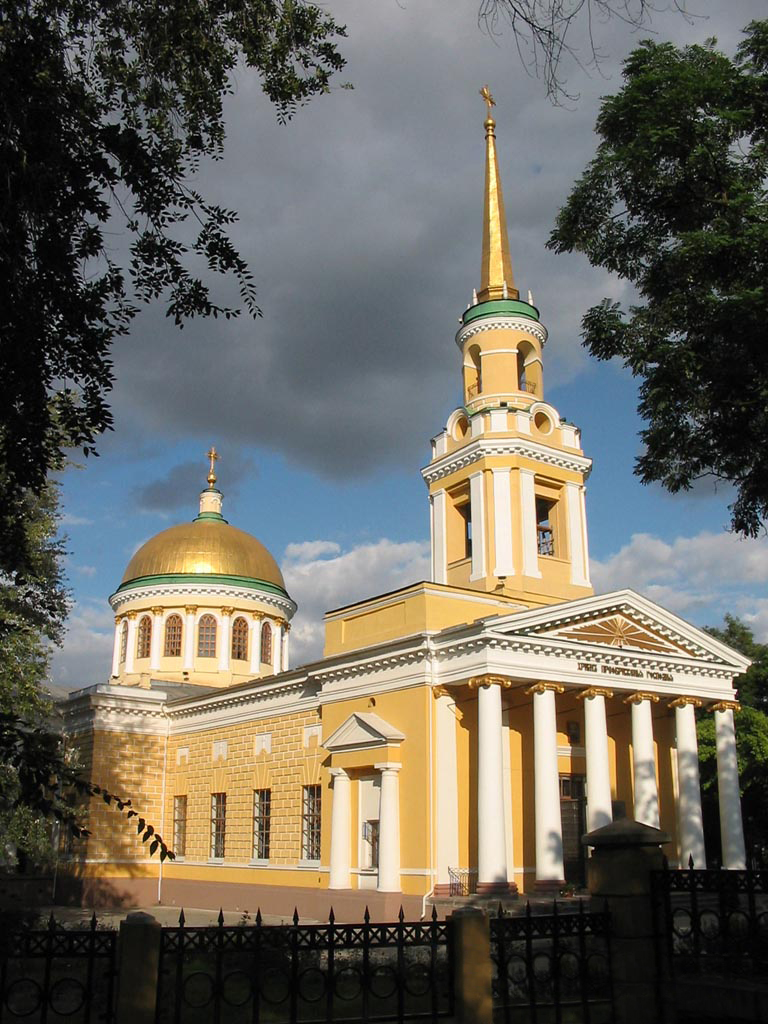
Verklärungskathedrale

In der Stadt befinden sich 21 sogenannte „Architekturdenkmäler von nationaler Bedeutung“, darunter der Studentenpalast (ehemals Potemkinscher Palast), der schon dem Gouverneur Neurusslands Grigori Alexandrowitsch Potjomkin im späten 18. Jahrhundert als Domizil diente und somit eines der ersten Gebäude der Stadt ist. Im Stadtzentrum auf dem Oktoberplatz befindet sich die 1835 erbaute Verklärungskathedrale. Zwischen der Verklärungskathedrale und dem Potemkinschen Palast besteht ein unterirdischer Verbindungstunnel, der während der Sowjet-Zeit als Archiv für Filmmaterial genutzt wurde. Auf dem Oktoberplatz ist auch das Historische Museum beheimatet. Gegenüber dem Oktoberplatz und dem Historischen Museum steht das Hauptgebäude der Nationalen Technischen Universität „Dniproer Polytechnikum“. In der Nähe der Stadt befindet sich die 1635 errichtete polnische Festung Kodak. Auch die 1915 erbaute Sankt-Nikolai-Kirche, seit 1982 mit dem Haus der Orgel- und Kammermusik zählt zu den Architekturdenkmälern von nationaler Bedeutung.

### Parks und Grünflächen
In der Stadt gibt es über 20 Parks. Darunter der 1790 angelegte zentrale Kultur- und Erholungspark Schewtschenko, der sich auch über den Nordteil der Klosterinsel erstreckt, und den Studentenpalast, ein Süßwasseraquarium und einen Zoo beheimatet. Der Lasar-Hloba-Park bietet den Besuchern eine Kartbahn, ein Tropenhaus, eine Kindereisenbahn und wechselnde Aufführungen im Sommertheater.
An der Böschung des „langen (Krasnopowstantschesker) Abhangs“ ⊙ (rus. Долгая (Красноповстанческая) балка) befindet sich der 1936 gegründete „Botanische Universitätsgarten der Nationaluniversität Dnipro“ ⊙, während des Zweiten Weltkriegs wurde der Park vollständig zerstört. Ein Teil des damaligen Parkes wurde in den 1964 eingeweihten „Juri-Gagarin-Park“ umgewandelt, ein anderer Teil bildet den heutigen Universitätscampus mit Studentenwohnheimen ⊙ und der restliche Teil den seit 1963 unter Naturschutz befindlichen „Botanischen Universitätsgarten“. Zusammen mit dem „Juri-Gagarin-Park“ ⊙, befinden sich beide Parkanlagen im Stadtviertel Gagarin, des Stadtrajons Sobor und umgeben das Hauptgebäude der Dniproer Nationaluniversität.
Ebenfalls im Stadtviertel Gagarin gelegen befindet sich der 1967 eröffnete „Wolodja-Dubinin-Kinderpark“ ⊙.
Auf dem Gebiet des „Parks der Erinnerung und Versöhnung“ (bis 2015 „Kalinin-Park“) befand sich zum Ende des 18. Jahrhunderts nach dem Bau der Katerinoslawsker Walkstofffabrik noch der Tschetschelowsker Friedhof nach der gleichnamigen Ortschaft Tschetschelowka (rus. Чечеловка). Auf dem Friedhofsgelände wurde die Alexander-Newski-Kirche erbaut, in der bis 1937 Gottesdienste stattfanden. Die Kirche ist 1941 abgebrannt und wurde nicht wieder aufgebaut. Im Verlauf des Zweiten Weltkriegs fanden hier zwei große Kriegsbestattungen statt, im nordöstlichen Teil wurden Soldaten der Roten Armee und im Ostteil Wehrmachtssoldaten beerdigt. Erst 1946 wurde der heutige Park eingeweiht.
Bis 1927 befand sich an der Stelle des ehemaligen „Leninplatzes“ und seit 2015 „Heldenplatz“ ⊙ genannten Parkanlage, der Gefängnishof und das Arbeitslager des städtischen Gefängnisses. Beide wurden nach der Oktoberrevolution 1917 abgerissen. Heute liegt der Park nur einen Straßenzug vom Lasar-Hloba-Park entfernt und umgibt das Gebäude der Dnipropetrowsker Oblastverwaltung.
Der „Sewastopoler Park“ ⊙ wurde 1955 zum 100-jährigen Gedenken an die Belagerung von Sewastopol eingeweiht. Auf der Hauptallee befindet sich das „Denkmal zu Ehren der Verteidiger von Sewastopol“ ⊙. 1893 wurde hier der ukrainische Poet, Ethnograf, Lexikograf, Folklorist und Journalist Iwan Manschura begraben.
An Stelle des heutigen Parks 40-jährige Befreiung von Dnipropetrowsk (ukr. 40-летия освобождения Днепропетровска ⊙) befand sich zwischen 1869 und 1965 ein Friedhof, auf dem sich zahlreiche Gräber von Adligen und Ehrenbürgern der Stadt wie auch von aus dem Ausland stammenden Verstorbenen befanden. Die dort befindlichen historischen Grabstätten waren mit denen des alten Lemberger Friedhofs vergleichbar.
Weitere Parks und Grünflächen sind der „Bohdan-Chmelnyzkyj-Park“ ⊙ , der „Metallurgen-Platz“ ⊙ (ukr. Сквер Металургів), der „Städtische Jugenderholungs und -freizeitpark Nowokodak“ ⊙ (ehemals „Leninpark“), der „Waldpark der Völkerfreundschaft“ ⊙ , der „Grünes Wäldchen“-Park ⊙ (ukr. Парк «Зелёный Гай», ehemals „Park des Leninschen Komsomols“) um das Meteorstadion, der „Leninwald“ ⊙ im Süden des Stadtrajons Nowokodak, der ehemalige „Woronzow-Park“ und heutige „Sagajdak-Park“ ⊙ (ukr. Парк Сагайдак) sowie der „Kljujew-Park“ ⊙.

### Sport
In der Stadt fanden insgesamt vier sowjetische (in den Jahren 1976, 1978, 1982 und 1985) und zwei ukrainische Badmintonmeisterschaften (in den Jahren 2010 und 2012) statt.
Der Fußballverein Dnipro Dnipropetrowsk (ab 2016 FK Dnipro) war in der Zeit der Zugehörigkeit zur Sowjetunion zweimal Sowjetischer Fußballmeister, nämlich 1983 und 1988, und viermal wurde ein Spieler von Dnipro Dnipropetrowsk Ukrainischer Fußballer des Jahres, nämlich 1983, 1984, 2003 und 2010. In der UEFA Europa League 2014/15 erreichte der Verein das Finale, in dem man dem FC Sevilla unterlag. Wegen finanziellen Problemen musste der Verein aus der ersten ukrainischen Liga zwangsabsteigen und stellte in der Folge 2019 den Spielbetrieb ein.
Der FK spielte in der multifunktionalen, im Jahr 2008 eröffneten und 31.003 Zuschauer fassenden Dnipro-Arena, welche eigentlich als Spielstätte für die Fußball-EM 2012 vorgesehen war – aufgrund der nicht erreichten Anzahl von 33.000 Sitzplätzen wurde jedoch das Metalist-Stadion in Charkiw vorgezogen. Vorher wurde im 1966 gebauten Meteorstadion im Sportkomplex Meteor gespielt, in dem später die Mannschaft von Dnipro-2 Dnipropetrowsk, dem ukrainischen Zweitligisten, Reservemannschaft des Dnipro Dnipropetrowsk, spielte und einige Heimspiele des Kamjansker Erstligisten Stal Dniprodserschynsk stattfinden. Dort war auch der aus dessen Jugendfußballschule hervorgegangene Zweitligist Dnipro-75 Dnipropetrowsk vor seiner Auflösung im März 2010 beheimatet.
Als inoffizieller Nachfolger des FK Dnipro gilt der im Jahre 2017 neu gegründete SK Dnipro-1, der ebenfalls in der Dnipro-Arena spielt und durch den Milliardär Ihor Kolomojskyj unterstützt werden soll, der in der Vergangenheit bereits Präsident des FK Dnipro gewesen ist. Von den meisten Anhängern des FK Dnipro wird dieser Verein jedoch nicht als legitimer Nachfolger angesehen.
Der Städtische Profibasketballverein ist der BK Dnipro Dnipropetrowsk. Er spielt sowohl in der ukrainischen Basketball-Superliga der Herren als auch in der höchsten Liga der Frauen, wobei die Frauenmannschaft zweimal die ukrainische Frauen-Meisterschaft gewann (2010 und 2008).
Der Eishockeyclub HK Dnepr-Meteor spielt in der höchsten ukrainischen Eishockeyliga.
In der Stadt gibt es seit 2009 auch den Rugbyverein RK Dnepr.
Dnipro ist Sitz des nationalen Bandyverbandes der Ukraine.

## Wirtschaft
Die in der Wirtschaftsregion Dnepr gelegene Stadt wird vor allem durch Industrie (Maschinenbau, Hochtechnologie und Hüttentechnik) und Finanzwirtschaft (Banken und Handel) sowie die Weltraum- und Raketenindustrie geprägt.
Die für Dnipro zuständige Industrie- und Handelskammer ist die IHK Dnipropetrowsk.

### Industrie
Dnipro liegt zwischen dem Steinkohle- und Industriegebiet des Donezbeckens (Donbass) und dem durch Eisenerzbergbau und die Stahlindustrie geprägten Krywbass. Deswegen hat sich dort eine Vielzahl von Unternehmen für beide Industriezweige angesiedelt. Zu den Unternehmen der Metallurgie gehört mit Interpipe, das Wiktor Pintschuk gehört, ein Hersteller von Röhren und Stahlprodukten, vor allem für die Transportindustrie. Zur Interpipe-Gruppe gehört unter anderem das Rohrwalzwerk Nyschnjodniprowskyj. Der zur Evraz-Gruppe gehörende Dnipropetrowsker Metallurgiebetrieb Petrowski ist einer der größten Einzelbetriebe der Ukraine und wurde mit dem Leninorden und zu seinem hundertjährigen Bestehen (1987) mit dem Orden der Oktoberrevolution ausgezeichnet. Der Betrieb gilt als einer der ältesten Metallurgiebetriebe der ehemaligen Sowjetunion.
Zur Maschinenbauindustrie der Stadt gehört unter anderem der Rüstungsbetrieb Piwdenmasch (rus. transkribiert Juschmasch), ein großer Hersteller von Raketen aber auch Omnibussen, Maschinen für die Landtechnik, Oberleitungsbussen, Straßenbahnen, Windkraftanlagen und Satelliten, der mehr als 13.000 Arbeitnehmer beschäftigt. Weitere Unternehmen sind Dniproschina (ukr. Дніпрошина, ehemals Dnipropetrowsker Reifenwerk), ein Hersteller von Reifen und Gummiprodukten und die Elektrolokomotivenfabrik Dnipro (ukr. Дніпропетровський вагоноремонтний завод), in der auch viele sowjetische Triebfahrzeuge gebaut wurden.
In der Stadt ist auch KB Juschnoje beheimatet, das ehemalige unternehmenseigene Konstruktionsbüro von Piwdenmasch.
Die Raketen der Typen R-16, der ersten Interkontinentalrakete der Sowjetunion, und Dnepr sowie viele ballistische Raketen wurden von KB Juschnoje entworfen und von Piwdenmasch hergestellt. Heute sind KB Juschnoje und weitere in Dnipro ansässige Unternehmen an internationalen Projekten wie den US-amerikanischen Raketen Antares und Alpha sowie der italienischen Vega beteiligt.

### Dienstleistungs- und Finanzsektor

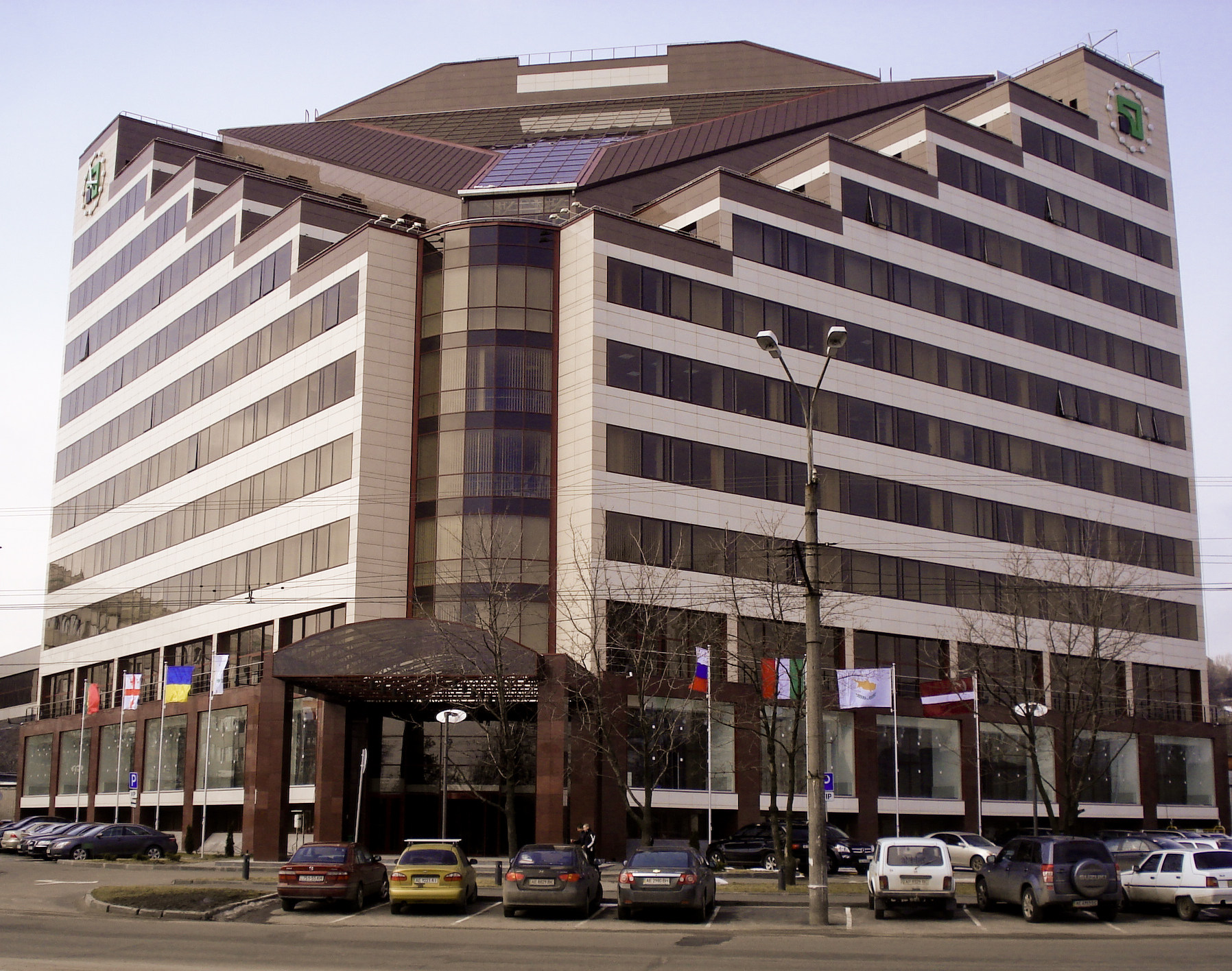
Zentrale der PrivatBank in Dnipro (2010)

Im Stadtzentrum befindet sich das Most-City Center mit einem 18.000 m² großen Bürokomplex. Die Stadt ist Hauptsitz und Drehkreuz der Fluggesellschaft Dniproavia. Die Stadt ist das finanzielle Zentrum des Landes. Dort haben sich über 40 der größten öffentlichen und privaten Banken der Ukraine angesiedelt. Es gibt Filialen von etwa 97 Banken.
Banken mit Sitz in Dnipro sind unter anderem (in Klammern die kyrillische Schreibweise): die PrivatBank, die AktaBank (АктаБанк), die A-Bank (А-Банк), die Zemelni Kapital (КБ Земельный Капитал), die Neue Bank (Банк Новый), die WostokBank (Банк Восток), die Bank Credit Dnepr (Банк Кредит Дніпро), die ClassicBank (Класикбанк), die InterCreditBank (IнтерКредитБанк), und die RadaBank (Радабанк).

### Dnipropetrowsker Klan

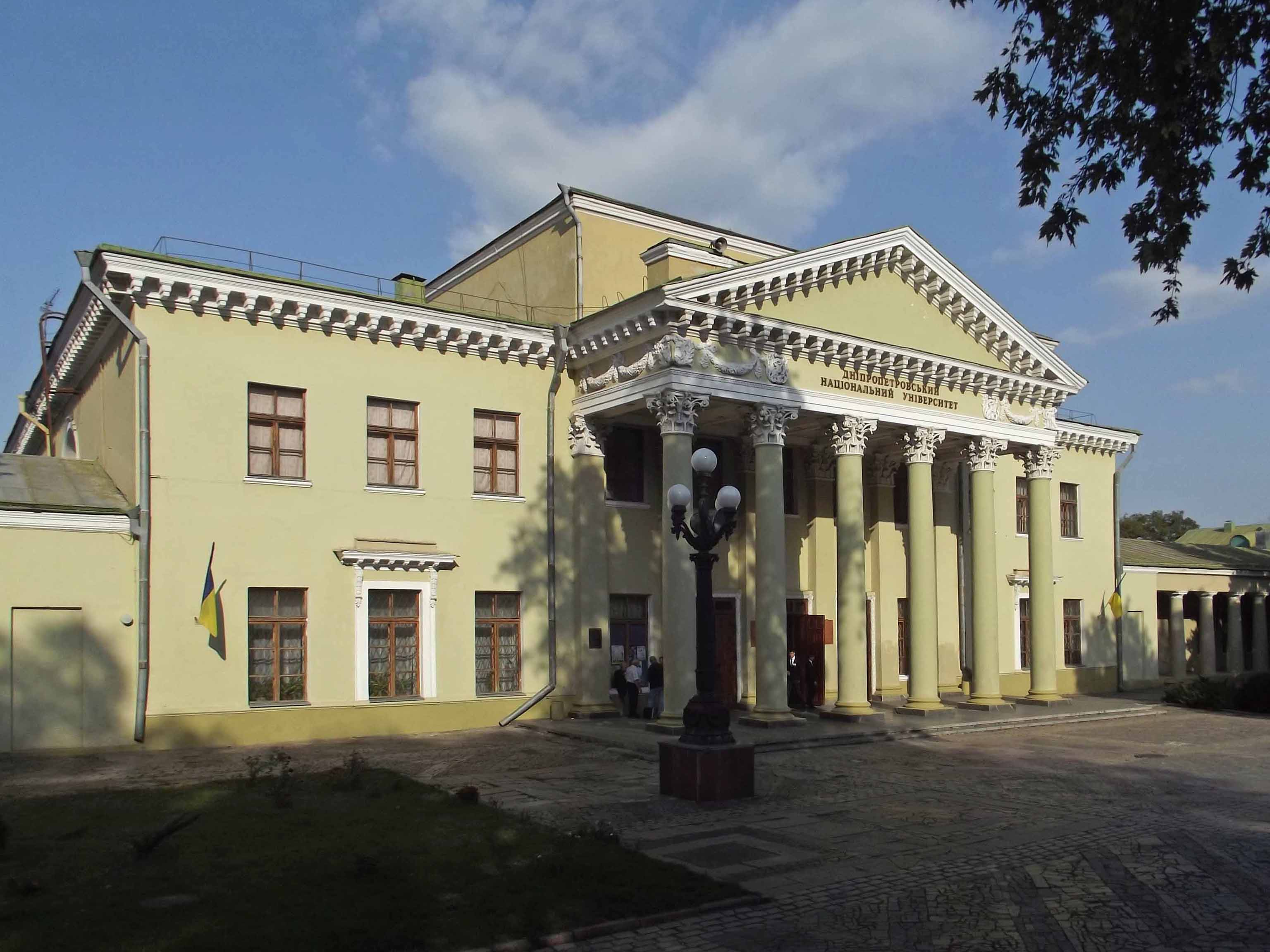
Studentenpalast

Der Dnipropetrowsker Klan ist ein politisch-wirtschaftliches Klientelpolitiknetzwerk der Dnipropetrowsker Oligarchen und Spitzenfunktionäre. Der „Klan“ geht zurück auf den Parteichef der KPdSU, Staatschef der Sowjetunion und vierfachen Held der Sowjetunion Leonid Iljitsch Breschnew und Leonid Kutschma, der von Oktober 1992 bis September 1993 Ministerpräsident und von Juli 1994 bis Januar 2005 Präsident der Ukraine und vormaliger Generaldirektor von Juschmasch war. Der Dnipropetrowsker Klan besteht aus den fünf Gruppen Privat, Pintschuk, Derkatsch, Kutschma und Tymoschenko.

### Marktplätze

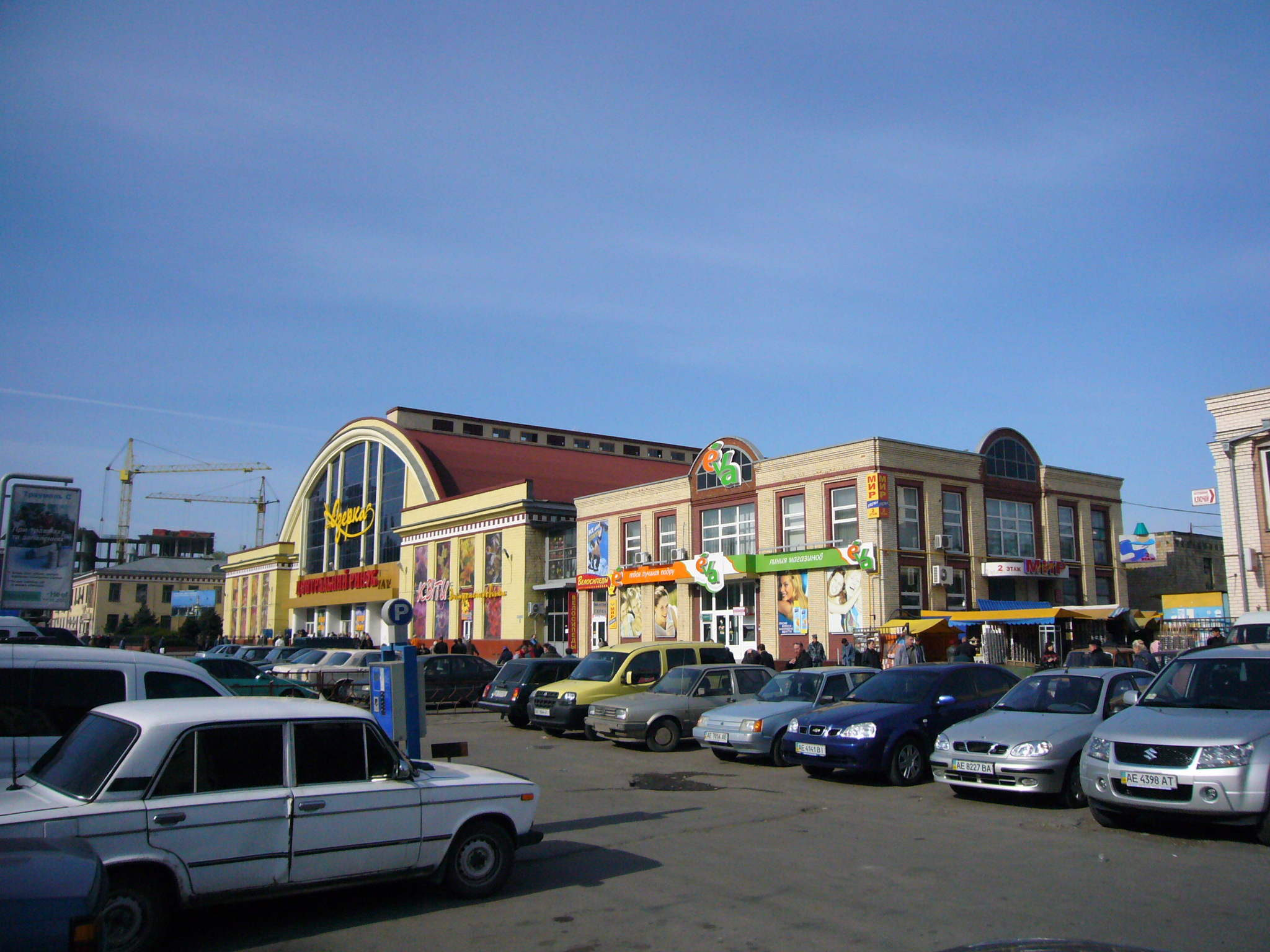
Die Markthalle der Osjorka

Die Stadt besitzt viele kleinere und größere Marktplätze zur Nahversorgung der Einwohner, der bekannteste ist die dabei die Osjorka, welche auch als zentraler Marktplatz der Stadt fungiert.
Weitere Märkte sind der Dreifaltigkeitsmarkt ⊙ (russisch Троицкий Рынок Troizki Rynok), der Nagorny-Markt ⊙ (russisch Нагорний Рынок Nagorny Rynok), die Nagorka ⊙ (russisch Нагорка Nagorka), der Marktplatz „Kodak“ ⊙ (russisch Кодак Kodak) mit gleichnamigem Einkaufszentrum und der Kawerinski-Markt ⊙ (russisch Каверинський Рынок Kawerinski Rynok).

### Messen und Kongresse
In der Stadt finden regelmäßig nationale und internationale Messen statt. Einige davon sind Energoprom (rus. ЭНЕРГОПРОМ) (Branchen: Elektrik, Elektrotechnik, Energie), LitEx (rus. ЛИТЭКС) (Branchen: Gießerei, Metallindustrie), Mashprom (rus. Машпром) (Branchen: Maschinenbau, Werkzeugmaschinen), Agroprom (rus. АГРОПРОМ) (Branche: Landwirtschaft), und die Mirror of fashion (rus. Зеркало моды) (Branchen: Kosmetik, Parfümerie, Friseur).

## Verkehr

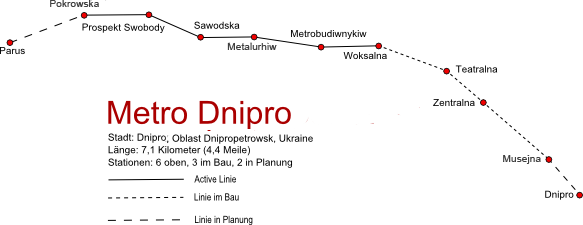
Linienplan der Dniproer Metro

Die Stadt ist ein Verkehrsknotenpunkt der Ukraine. Das Kfz-Kennzeichen der Stadt, wie auch der gesamten Oblast ist seit 2004 AE.

### Öffentlicher Verkehr
Den Großteil des innerstädtischen Verkehrs bedienen Marschrutkas, die auf ungefähr 135 Linien verkehren und von denen etwa 532 mit GPS ausgestattet sind (Stand: 24. August 2014). Dies entspricht jedoch nur etwa einem Drittel bis der Hälfte aller Marschrutkas in Dnipro. Die Fahrten kosten in einer Richtung dreieinhalb bis vier Hrywnja, Monats- oder Jahreskarten gibt es nicht. Beim Umstieg muss erneut gezahlt werden.
Die Stadt verfügt über ein 1897 eröffnetes und fortwährend ausgebautes, renoviertes und modernisiertes Straßenbahnnetz. Derzeit werden 19 Linien betrieben.
Seit 1995 hat die Stadt auch eine U-Bahn mit sechs Stationen, drei zusätzliche sind in Bau, zwei weitere in Planung. Die Metro sollte durch den japanischen Baukonzern Sumitomo Shōji ausgebaut werden, dieses Vorhaben wurde aber nicht umgesetzt.

### Straßenverkehr

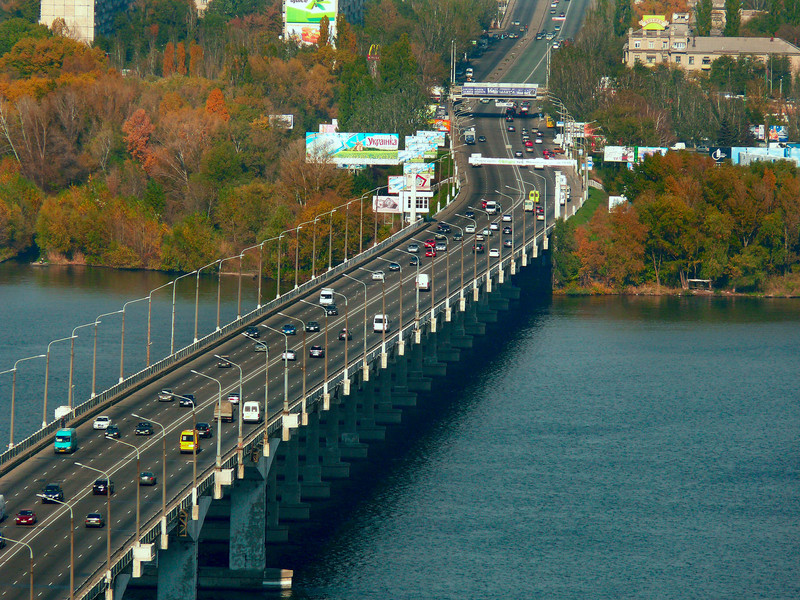
Die (neue) Zentrale (Brücke)

In der Stadt kreuzt die Europastraße   – sie verbindet als eine der wichtigsten Europastraßen Osteuropa mit Mittel- und Westeuropa – die  , die Murmansk und Sankt Petersburg über Moskau mit der Krim verbindet. Außerdem verläuft die nationale Fernstraße  durch das Stadtgebiet.

### Brücken

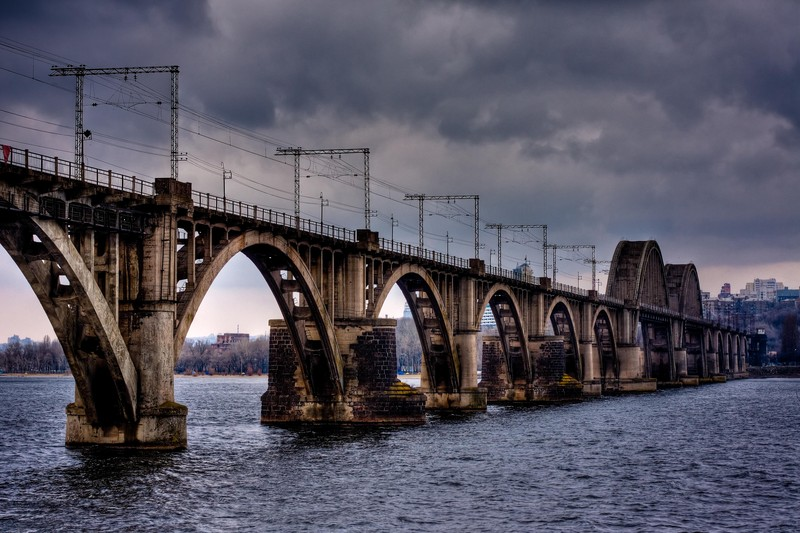
Die Merefa-Cherson-Brücke

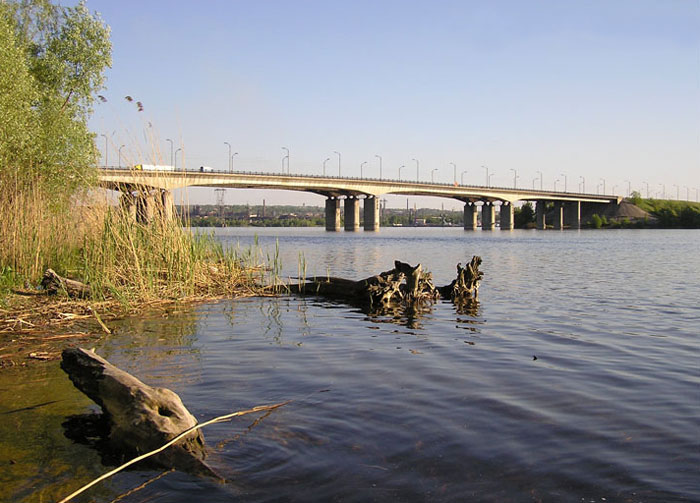
Die „Kaidakbrücke“

Brücken haben in der Stadt durch ihre Lage beidseitig des Dnepr einen besonderen Stellenwert.
- Die (neue) Zentrale Brücke ⊙ (ukr. Центральний міст) oder Brücke № 2 ist eine 1478 m lange und 21 m breite Straßenbrücke, die das Stadtzentrum mit den linksufrigen Stadtteilen verbindet. Die Eröffnung war am 5. November 1966. Die Brücke wurde anstelle einer alten sowjetischen Holzbrücke gebaut, die von der Roten Armee 1944 errichtet worden war. Sie galt lange Zeit als die längste Brücke der Ukraine.[203]
- Die (Alte) Amurbrücke ⊙ (ukr. Амурський міст) wurde im Jahre 1884 fertiggestellt. Sie ist eine ursprünglich für den Eisenbahn- und den Straßenverkehr konzipierte Brücke, auf der seit 1935 auch eine Straßenbahnlinie verkehrt. Die Länge beträgt 1395 m, mit den Zu- und Abfahrten 2397 m. Sie ist 15,5 m breit und verbindet die Region um den (Haupt-)Bahnhof mit den linksufrigen Stadtteilen.
- Der Bau der Merefa-Cherson-Brücke, benannt nach der Eisenbahnstrecke zwischen den beiden ukrainischen Städten Merefa und Cherson, wurde schon um 1914 begonnen, die Fertigstellung erfolgte aber erst im Jahre 1932. Diese Brücke gilt als eine der einzigartigsten Bauten in der Ukraine.
- Die Kaidakbrücke ⊙ (ukr. Кайдацький міст) wurde am 10. November 1982 eröffnet. Sie ist eine in beiden Richtungen dreispurige Straßenbrücke mit einer Länge von 1732 m. Über die Brücke verläuft eine Straße, die nach Charkiw und Donezk führt. Seit dem 17. Dezember 1996 verkehrt auf der Brückenmitte eine Linie der Straßenbahn.
- Die 1248 m lange und 22 m breite Südliche Brücke ⊙ (ukr. Півде́нний міст, rus. Южный мост) wurde in Etappen von 1982 bis 1993 und von 1998 bis 2000 gebaut. Die Eröffnung war im Dezember 2000. Die rechtsufrige Seite liegt niedriger als die linksufrige. Sie verbindet die Plattenbaugebiete Pridniprowsk und Peremoha.

### Eisenbahn
Die Stadt ist ein Eisenbahnknotenpunkt und Sitz des regionalen Eisenbahnverbundes Prydniprowska Salisnyzja, der zur ukrainischen Eisenbahn gehört. Die Prydniprowska Salisnyzja bedient Streckennetze in den Oblasten Dnipropetrowsk und Saporischschja, der Autonomen Republik Krim sowie Teile fünf weiterer umliegender Oblaste (Oblast Cherson, Oblast Mykolajiw, Oblast Kirowohrad, Oblast Charkiw und Oblast Donezk). Das Streckennetz mit 244 Eisenbahnstationen hat eine Gesamtlänge von 3250 km, von denen etwa 58 Prozent elektrifiziert sind.

### Hafen
Die Stadt besitzt den größten Binnenhafen ⊙ der Ukraine.
Der Hafen gehört zur Betreibergesellschaft Ukrrichflot und dient dem Güterfrachtverkehr. Er ist 393 km von der Dneprmündung entfernt und hat eine Fläche von 20,8 Hektar.

### Flughafen

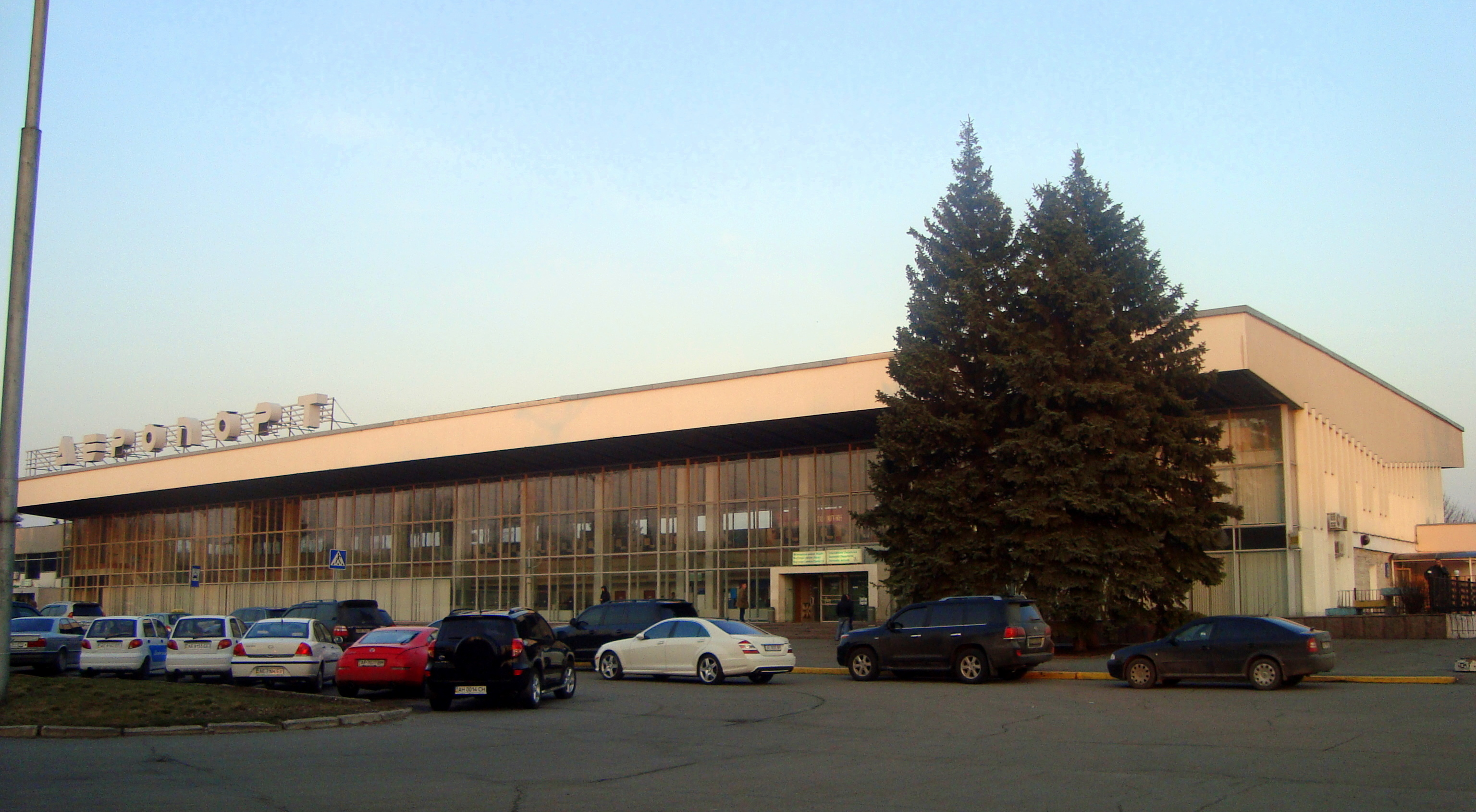
Flughafen Dnipro

Über den Flughafen Dnipro besteht eine Flugverbindung zum größten ukrainischen Drehkreuz, dem Flughafen Kiew-Boryspil, und zu wichtigen nationalen Zielflughäfen. Des Weiteren bestehen Flugverbindungen zu den internationalen Zielen Wien, Moskau, Tel Aviv, Istanbul, Jerewan sowie seit dem 18. September 2013 auch Dubai. Am Flughafen werden jährlich etwa 450.000 Passagiere abgefertigt.
Im 15 km nördlich gelegenen Pidhorodne befindet sich außerdem der ehemalige Flughafen der Stadt Dnipro ⊙ (ukr. аеродром Підгірне, rus. Аэродром Подгороднее).

## Ergänzendes
- Der Stadt wurde im Jahre 1976 der Leninorden verliehen.
- Die HIV/AIDS-Quote in der Stadt lag 2007 bei 408,8 pro 100.000 Einwohner.[207]